# Yeun Elez
Le Yeun Elez est une large dépression située au cœur des monts d'Arrée, en Bretagne.
Zone de marécage, ce qui alimentait les légendes et fournissait avec la tourbe une source de revenus non négligeable, le Yeun Elez est depuis les années 1930 majoritairement occupé par le réservoir de Saint-Michel, lac articifiel créé en 1937 afin de réguler le cours de l'Ellez et utilisé par l'usine hydroélectrique de Saint-Herbot. À partir des années 1960 et jusqu'en 1985, l'eau a été utilisée pour refroidir la centrale nucléaire des Monts d'Arrée, en démantèlement. Zone naturelle classée, le tourisme y est cependant encore peu développé.

## Toponymie
En breton, le mot geun (féminin, mute en > ar yeun. La mutation g > c'h devant une diphtongue, étant ici retranscrite par un y, comme dans le nom collectif geot que l'on retrouve parfois en yeot par incertitude du genre, mais surtout le singulatif geotenn > ur c'heotenn avec un h aspiré qui rend le son très léger, et fait entendre presque un [ j ] ) est une variante courante de gwern, marais. Elez signifie en breton rivière, marais, ce qui fait que Yeun Elez (« marais du marais ») est un pléonasme.

## Cadre géologique

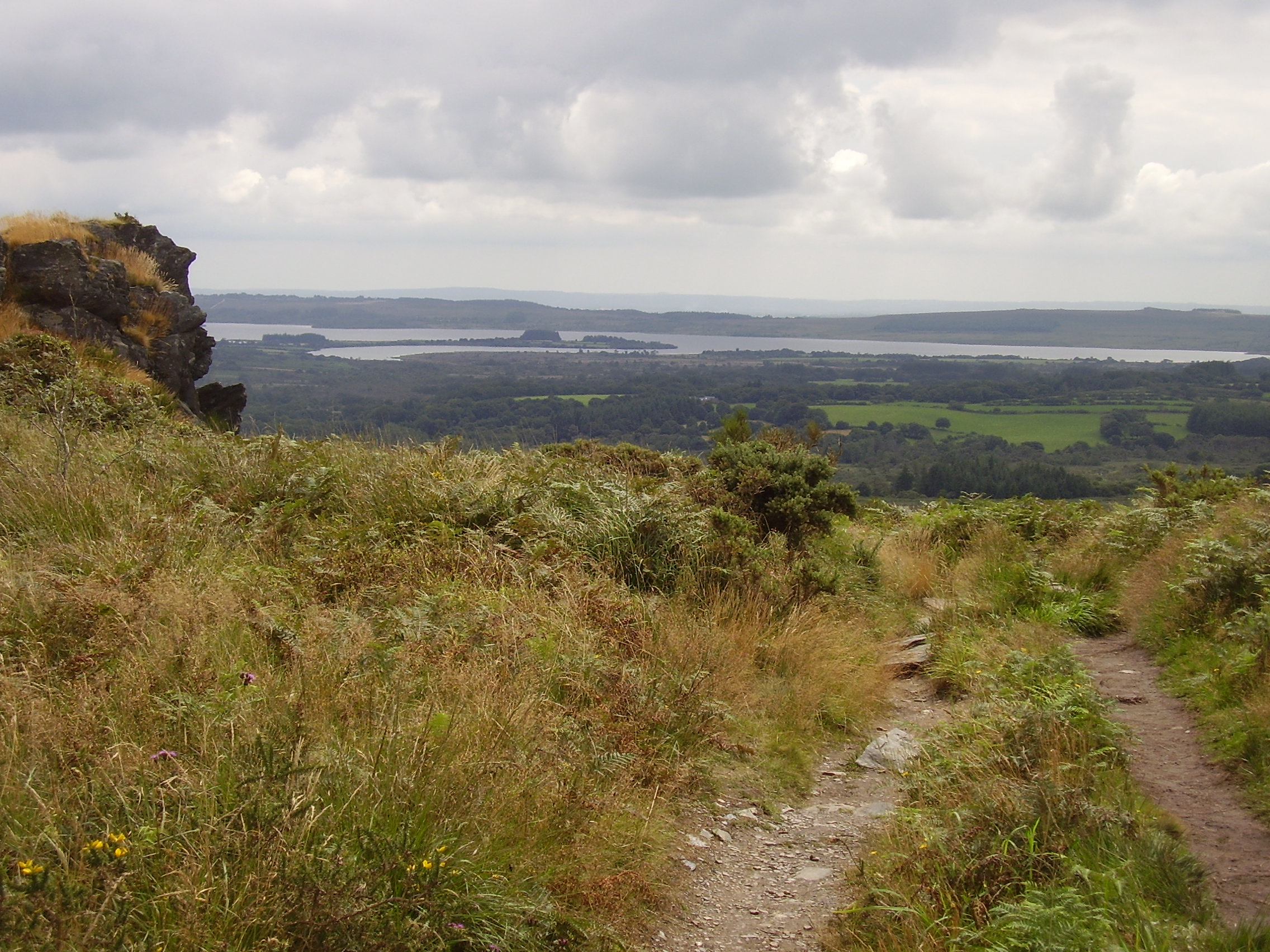
Le lac réservoir Saint-Michel et le marais du Yeun-Elez vus du Roc'h Trevezel.

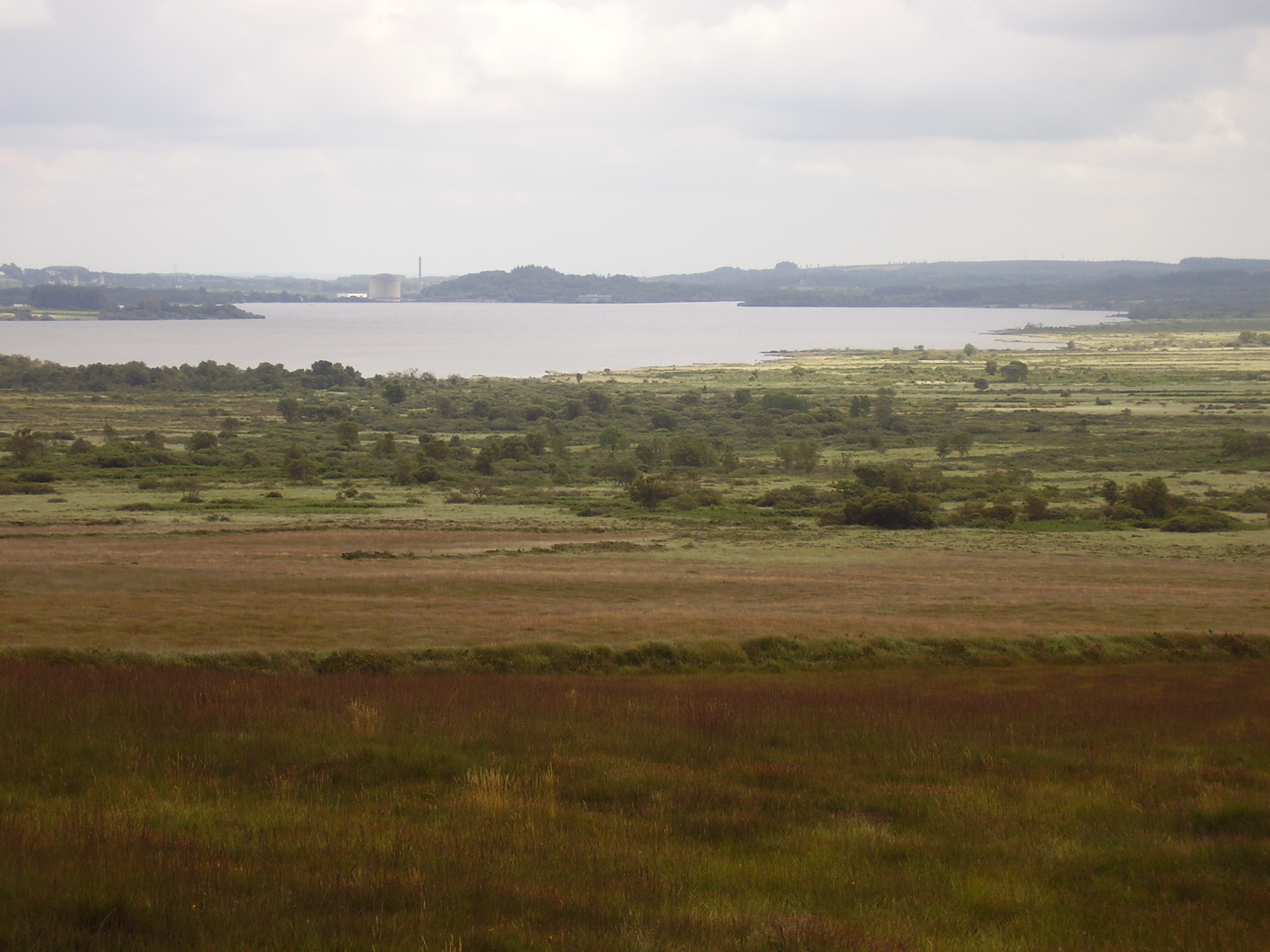
Le marais du Yeun-Elez, le lac réservoir Saint-Michel et la centrale nucléaire à l'arrière-plan vus du sommet du mont Saint-Michel-de-Brasparts.

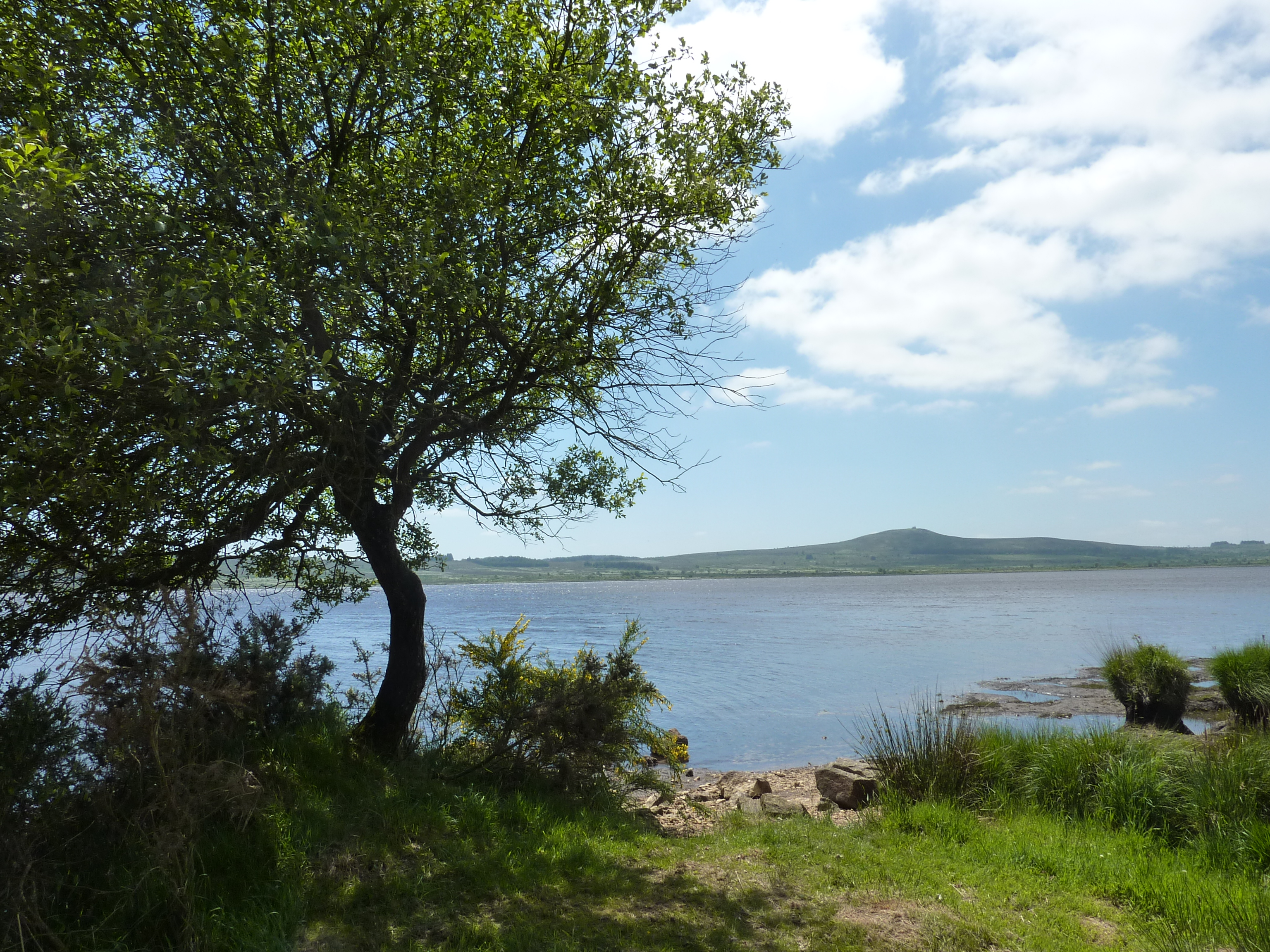
Le lac-réservoir de Saint-Michel occupe une partie de la cuvette du marais du Yeun Elez.

La dépression est taillée dans des schistes tendres du Briovérien (micaschistes à biotite et muscovite constituant une des principales unités tectoniques de la région, l'anticlinal briovérien de Yeun Elez-Plourac'h-Callac, avec la zone d'ensellement transverse de Scrignac), témoins d'une pénéplanation très ancienne à l'ère primaire suivie d'un resoulèvement à l'ère secondaire, contre-coup des plissements pyrénéen et alpin. Elle est cernée sur trois côtés par des sommets découpés en dent de scie (les roc’h « rocs ») ou arrondis (les menez « mont ») : Roc'h Trevezel (385 m) et Roc'h Trédudon (384 m) au nord, Ménez Kador (385 m) et Menez Sant-Mikael (381 m) à l'ouest, Roc'h Cléguer (317 m) au sud. La cuvette est ouverte vers l'est. Son altitude est d'environ 250 mètres.
La dépression est comblée par les formations argilo-tourbeuses de Saint-Michel qui datent du quaternaire. La « tourbe est due à la décomposition de sphaignes et de bruyères sur l'emplacement des anciens marais de Saint-Michel, et à fait l'objet d'une exploitation intensive sur 1,30 m d'épaisseur en moyenne ».
Il est pratiquement certain qu'en des temps très lointains[précision nécessaire] l'Arrée fut totalement boisée : on a trouvé encore dans la tourbe du Yeun Elez d'énormes chênes pétrifiés et ensevelis, ainsi que des bouleaux fossiles à l'écorce bien conservée. Le nouveau procédé de défrichement, l'agriculture sur brûlis a fait disparaître ces arbres. Ce procédé a permis de donner une tout autre dimension à la culture du blé, l'élevage des ovins, porcins et bovidé. « Ses effets sont visibles dans le Yeun-Elez par le développement corrélatif du Plantain lancéolé à une période précoce, nettement avant 3500, et plutôt dès 4000 avant notre ère ».

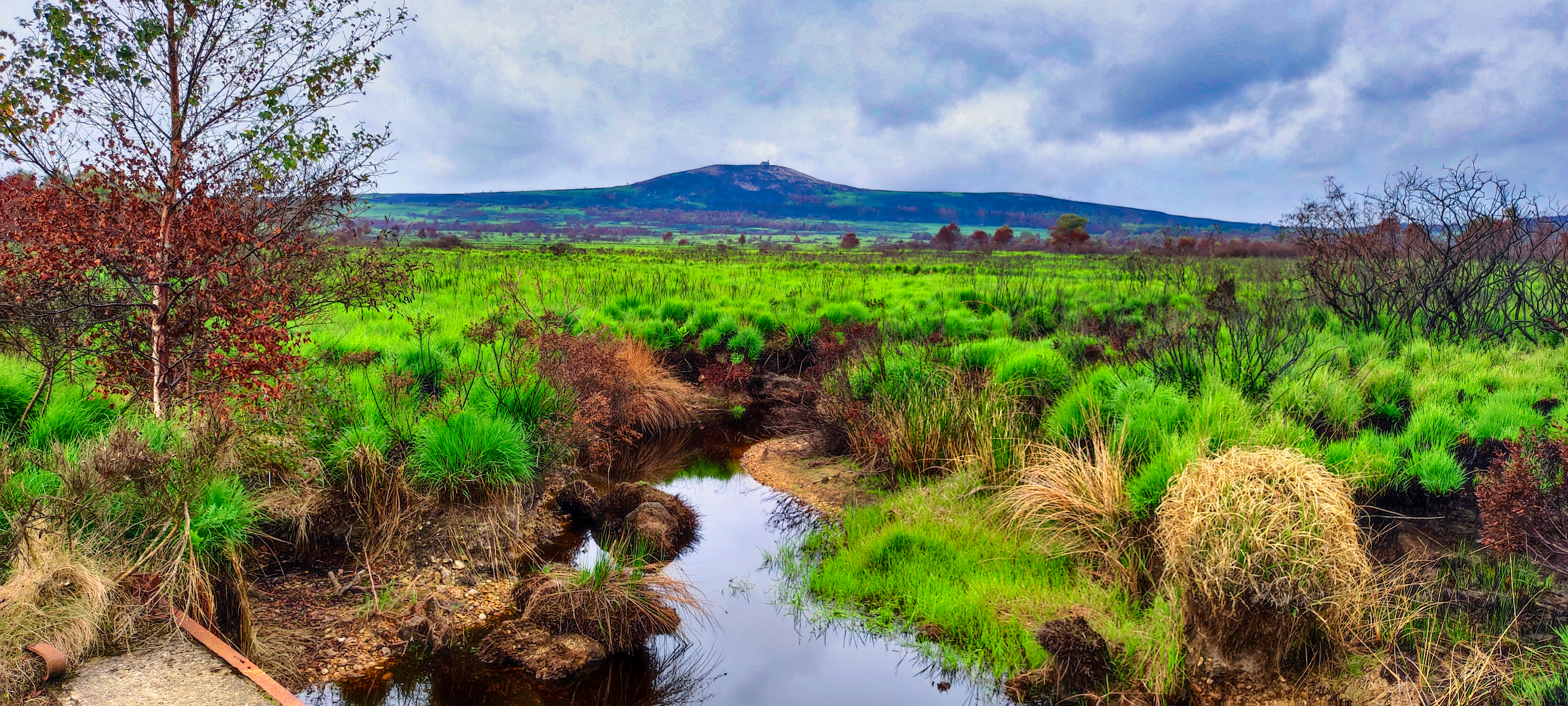
Tourbières après l'incendie de l'été 2022

## Une terre de légendes

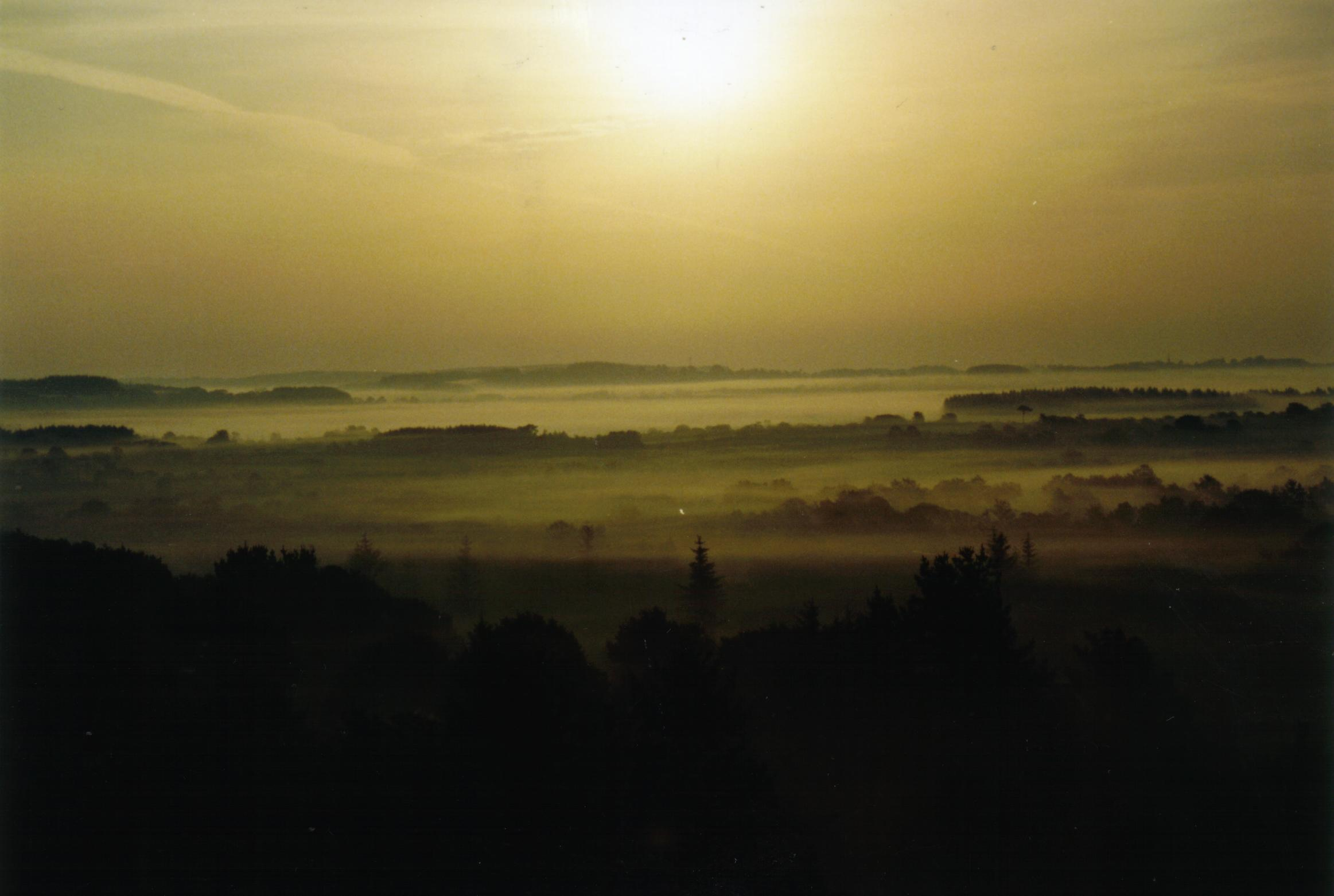
Brumes sur le Yeun Elez au lever du soleil

Le légendaire local situait au cœur des tourbières un marais sans fond, le Youdig, l'une des portes des enfers : « On dirait, en été, une steppe sans limites, aux nuances aussi changeantes que celles de la mer. On y marche sur un terrain élastique, tressé d’herbes, de bruyères, de jonc. À mesure qu’on avance, le terrain se fait de moins en moins solide sous les pieds : bientôt on enfonce dans l’eau jusqu’à mi-jambes et, lorsqu’on arrive au cœur du Yeun, on se trouve devant une plaque verdâtre, d’un abord dangereux et de mine traîtresse, dont les gens du pays prétendent qu’on n’a jamais pu sonder la profondeur. C’est la porte des ténèbres, le vestibule sinistre de l’inconnu, le trou béant par lequel on précipite les « conjurés ». Cette flaque est appelée le Youdig (la petite bouillie) : parfois son eau se met à bouillir. Malheur à qui s’y pencherait à cet instant : il serait saisi, entraîné, englouti par les puissances invisibles ».
Cette croyance s'explique probablement par les phénomènes naturels constatés par les Anciens: feu follet, feux de tourbe « spontanés » (provoqués en fait par la foudre qui mettait le feu à la végétation recouvrant la tourbe) durant plusieurs mois et que seul un épisode pluvieux important parvenait à éteindre (en 1917 par exemple, une énorme étendue du marais fut la proie des flammes, mais d'autres incendies de longue durée se sont produits en 1926 par exemple, en 1968 ou plus récemment l'été 2022) ; disparition inexpliquée de personnes qui s'embourbaient dans le marais après s'y être perdues en raison du brouillard qui recouvre fréquemment la région ou tombaient dans le trou d'une ancienne tourbière. On entendait même les démons hurler la nuit : les ornithologues soupçonnent que les légendes concernant les hurlements sortant des « Portes de l’enfer », situées dans le Yeun Elez, s’expliqueraient par la présence à l’époque de butors (butor étoilé). Cet oiseau de la famille des hérons a un chant particulièrement sonore de corne de brume à l’époque de la reproduction et sa présence est attestée, mais par un seul témoignage crédible, dans le Finistère au XIXe siècle.
François Ménez a écrit dans un texte daté de 1927 :

« Ce qui ajoute encore à la tristesse du marais, c'est (...) le brouillard qui s'épaissit le soir sur les roseaux; c'est la pluie fine qui tombe, tenace (...), ensevelissant sous son ombre grise les monts. Il n'est guère de lieux en Bretagne où l'homme se sente davantage en proie aux forces aveugles de la nature. (...) On imagine ce que devait être dans ces solitudes la vie des pâtres de l'Arez au temps des tenures collectives et des transhumances ! On comprend la terreur qui devait les étreindre quand, de la chapelle, ils regardaient la nuit tomber. Le Yeun devait leur apparaître comme le vestibule  de l'Enfer, où les âmes des défunts viennent rôder à la nuit tombante. »

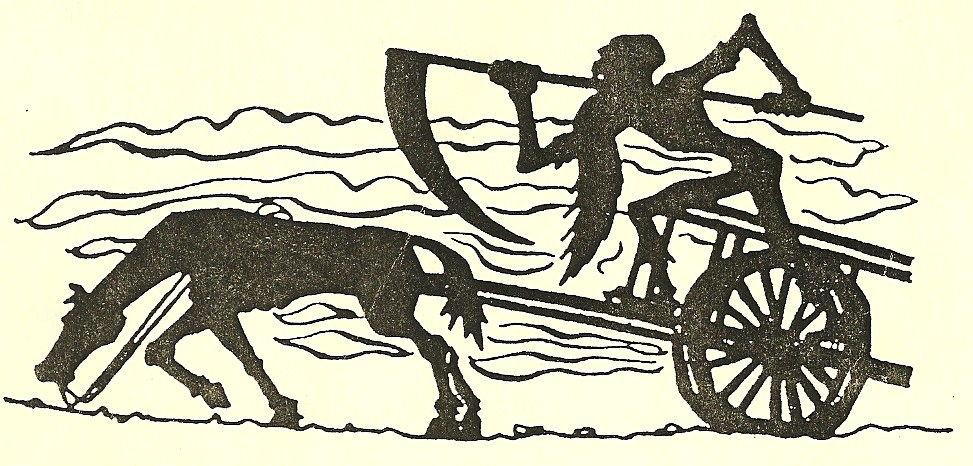
Dessin de l'Ankou, sa charrette et sa faux

Ce sombre marécage désolant et inquiétant explique les nombreuses autres légendes concernent le Yeun Elez et les montagnes qui l'entourent : selon la tradition, l'Ankou, faucheur de vies (voir le conte « Veig Richou, le pillaouer de Loqueffret » transcrit par René Trellu) y rôde (des vieilles personnes de la région étaient encore récemment terrorisées lorsqu'elles entendaient le grincement caractéristique des roues de sa charrette et le bruit de chaînes annonciateur d'un décès imminent dans une maison du voisinage). Les Korrigans, qui appartiennent au légendaire celtique, dansent le soir sur la lande. La légende du « Veneur infernal » met en scène le seigneur de Botmeur avec le diable et donne une explication très particulière de la cuvette du Yeun Elez.
Les prêtres exorcistes emprisonnaient les démons dans le corps de chiens noirs et précipitaient ces derniers dans les eaux noires du Youdig. Cette légende a été reprise par François Abgrall dans le conte « Len-ar-Youdic », où l'auteur, jeune écrivain de Botmeur, reprend un récit qu'il a entendu raconter lors des veillées dans les chaumières de son village pendant les années 1920. René Trellu, instituteur à Commana à partir de 1919, en a collecté de nombreuses autres jusqu'à sa mort en 1973). Dès la fin du XIXe siècle, Anatole Le Braz avait collecté des récits légendaires, en voici un exemple puisé dans un autre livre du même auteur:

« Youdic (petite bouillie) est une de ces appellations qui rendent à merveille la chose qu’elles désignent. A mesure que nous approchons de ce point du marais, le terrain se fait de moins en moins solide sous nos pieds. Les couches du détritus végétal sont, dans cette partie, encore tout imprégnées d’eau ; nous y enfonçons parfois jusqu’à mi-jambes. Après bien des tours et des détours, nous arrivons au cœur du Yeun. ; là s’étale une flaque verdâtre, d’un abord dangereux et de mine traîtresse. C’est la porte des ténèbres, le vestibule sinistre, le trou béant où l’on précipite les « conjurés ».  Dès qu’on les y a lancés, il faut se coucher à plat ventre sur le sol et se boucher fortement les oreilles. Car un tremblement formidable secoue aussitôt les entrailles du Marais et d’horribles clameurs déchirent les airs. On attend, avant de se remettre en route, que le « sabbat » ait pris fin. Puis on se sauve au plus vite, en se donnant bien garde de tourner la tête pour regarder derrière soi. Malheur à qui enfreindrait cette règle. Des bras invisibles s’attacheraient à lui et l’attireraient dans les profondeurs invisibles.
De même, si en traversant le Yeun, vous voyez « bouillir » l’eau du Youdic, hâtez-vous de fuir, sans chercher ce que cela peut être. Les imprudents qui se sont laissés aller à un mouvement de curiosité en ont été cruellement punis ; on n’a plus entendu parler d’eux. Il n’est pas rare que le silence de la nuit soit troublé par des abois furieux, comme des chiens qui s’entre-déchirent. C’est la meute des conjurés qui « fait des siennes ». Mais alors, au-dessus de la chapelle Saint-Michel qui couronne le mont, une lumière subite resplendit, et l’on voit apparaître dans cette auréole la forme gigantesque de l’Archange exterminateur. Il abaisse son glaive vers le Yeun, et tout rentre dans l’ordre. « La profondeur du Youdig atteignait deux mètres et demi et plus d'un animal égaré ou même d'un berger y a disparu enlisé » affirme Louis Gallouédec.
« Sant Mikêl vraz a oar an tu d’ampich ioual ar bleizi-du » (« Le grand saint Michel sait la manière d’empêcher de hurler les loups noirs ») »

— Anatole Le Braz, Les saints bretons - 1893
Gustave Toudouze en 1900 décrit ainsi le Youdig : 

« Il fallait (...) un guide habile que lui pour permettre d'explorer les abords de ces dangereuses nappes verdoyantes, gazon trompeur, croûte solide en apparence, sous laquelle tremblait l'abîme traître de ces marais de Ieun Elez ou Saint-Michel, que les gens du pays nomment ioudic, "petite bouillie", un nom qui caractérise exactement ces perfides fondrières. »

Ernest du Laurens de la Barre, dans « Le veneur infernal » fait un récit légendaire de la création de la cuvette du Yeun Elez et de la chapelle qui surmonte le Mont Saint-Michel de Brasparts.
Aujourd'hui encore, des cérémonies druidiques sont organisées sur les rives du lac réservoir de Saint-Michel, par exemple lors de la cérémonie du nouvel an celte, car il associe deux éléments fondamentaux: la forêt et l'eau et constitue un cadre idéal pour la cérémonie.
Le Yeun Elez inspire de nombreux poètes et romanciers contemporains: Xavier Grall a écrit des poèmes qui lui sont consacrés, par exemple « Marais de Yeun Elez ». Jean-François Coatmeur a écrit un roman policier intitulé La porte de l'enfer dont l'action se déroule dans le Yeun Elez". Jacques Caouder a publié L'Evadée de Brennilis" et Michel Dréan Yeun Ellez Blues". Un épisodes de la série de bande dessinée Spirou et Fantasio paru au milieu des années 1970 s'y déroule, autour du thème de l’Ankou et de la lutte contre l'installation de la centrale nucléaire. Les Sonerien Du racontent également la légende de la naissance de Yeun, dans leur chanson Ellez et Yeun

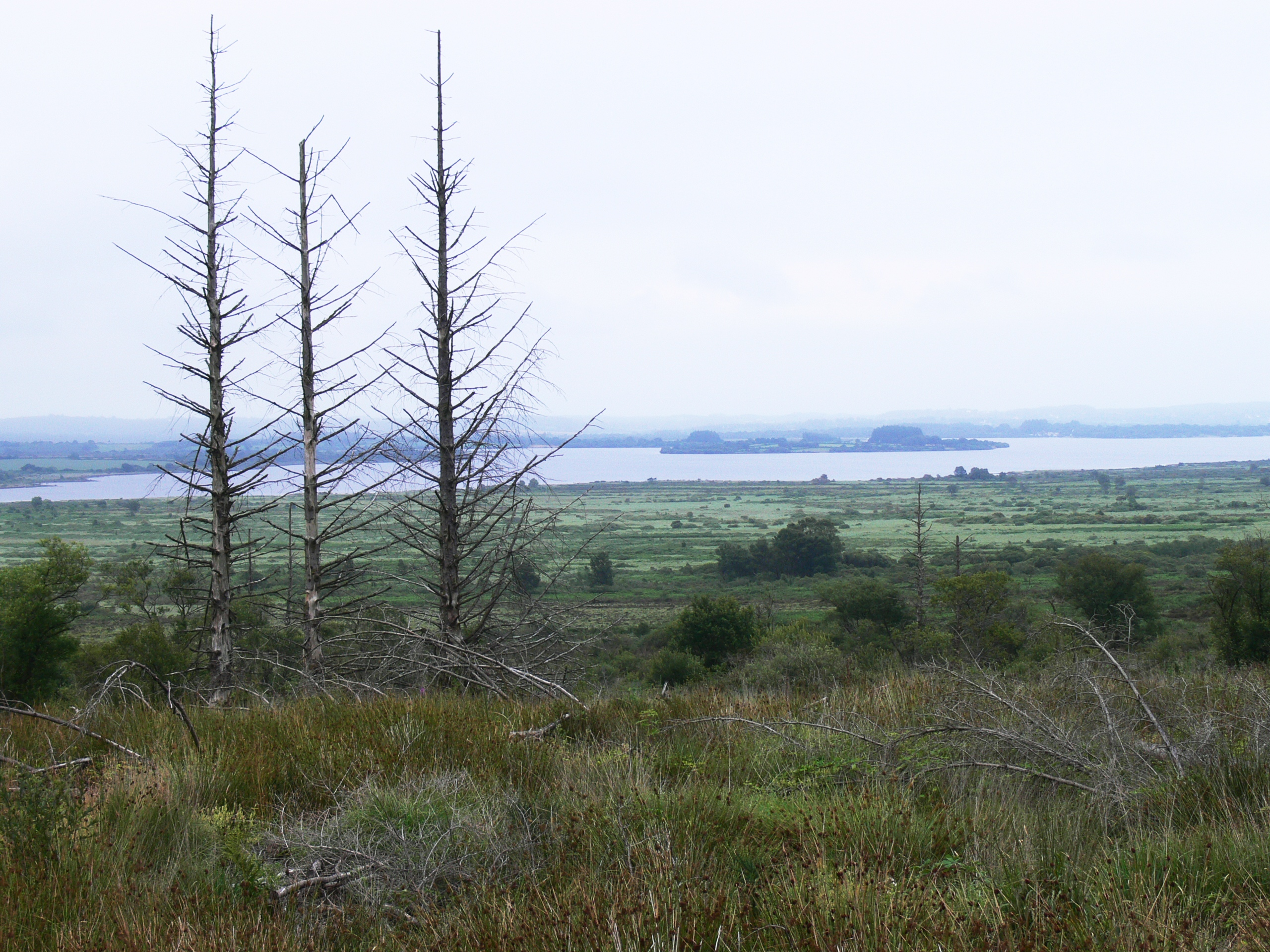
Le Yeun Elez vu de la route Morlaix-Quimper
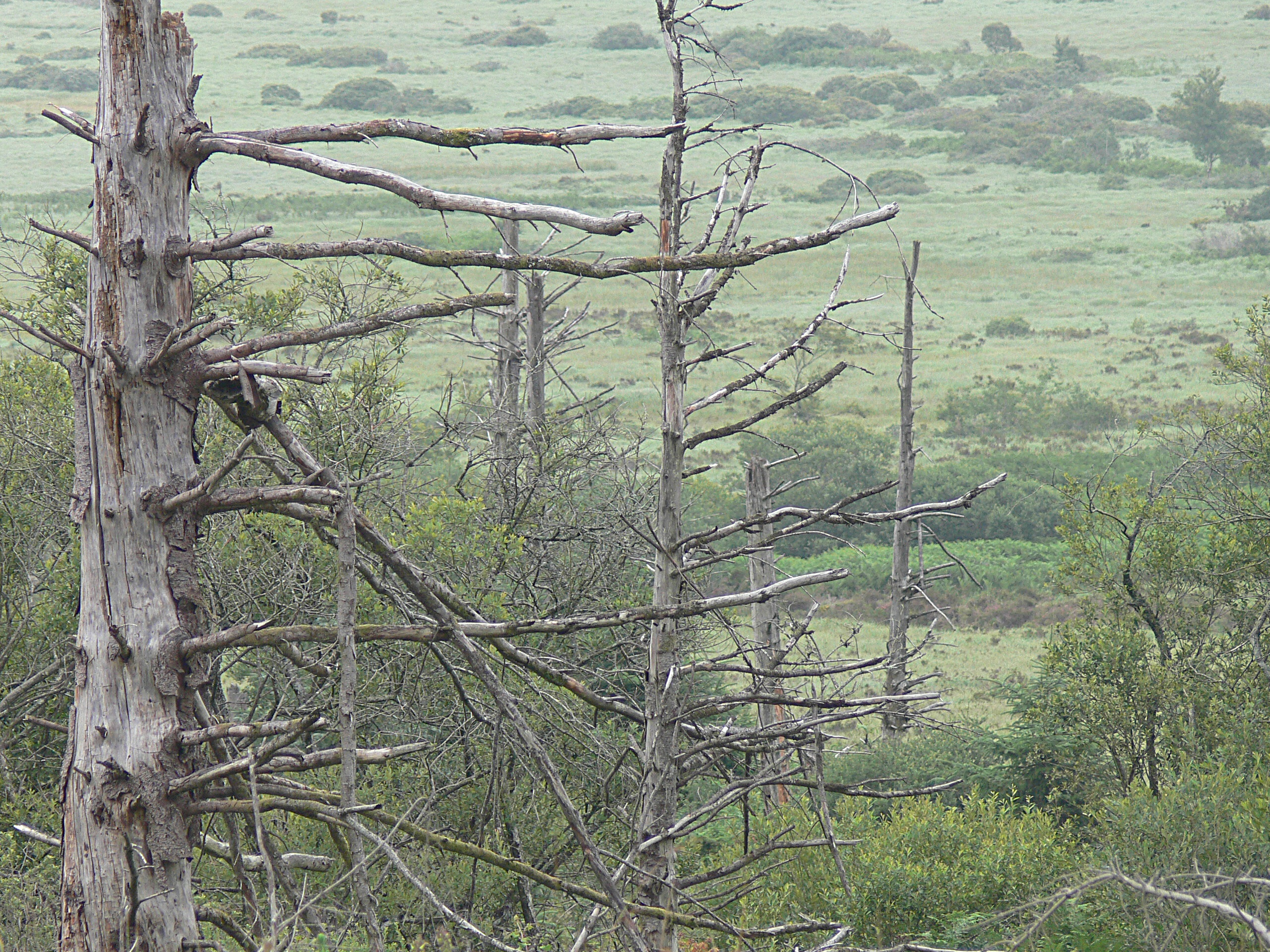
Arbres morts et marais du Yeun Elez

## Les tourbières du Yeun

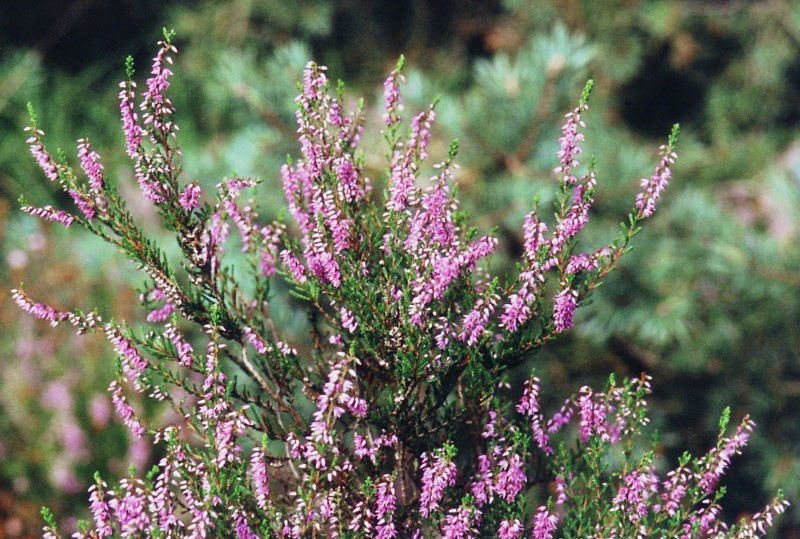
La bruyère callune pousse en abondance dans les tourbières.

### Un milieu naturel très particulier

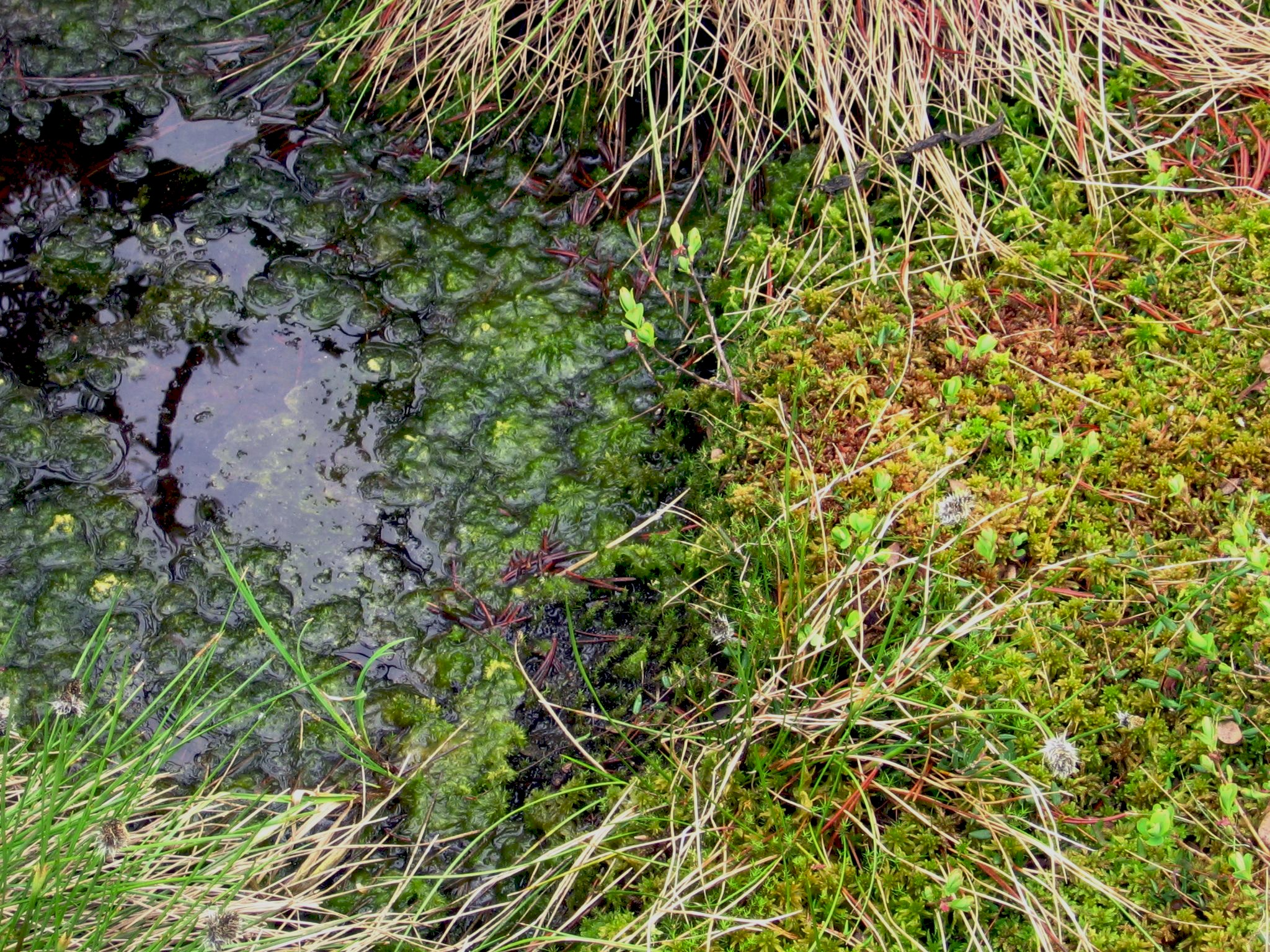
Sphaignes dans une jeune tourbière

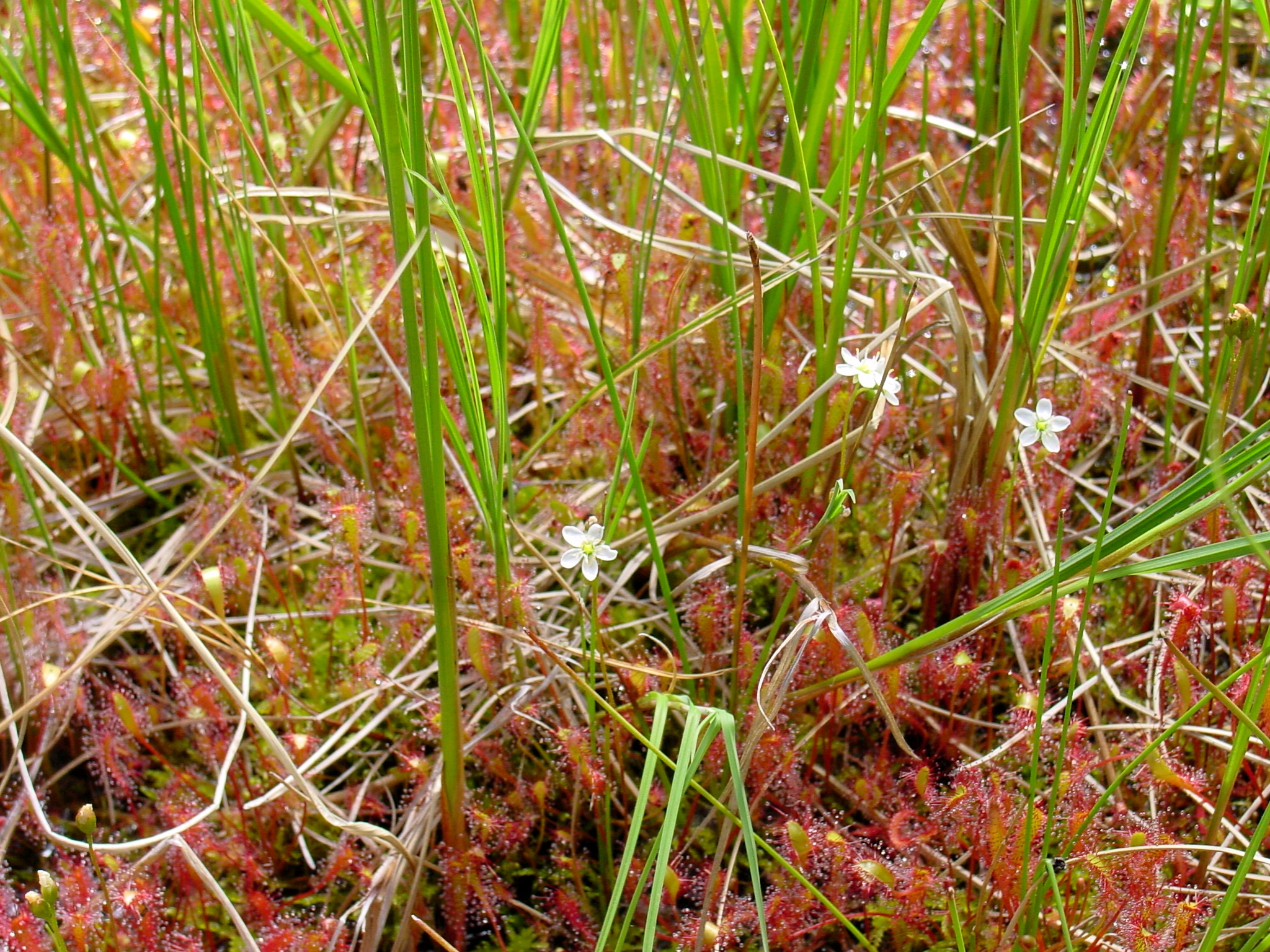
Drosera anglica parmi les sphaignes et les joncs

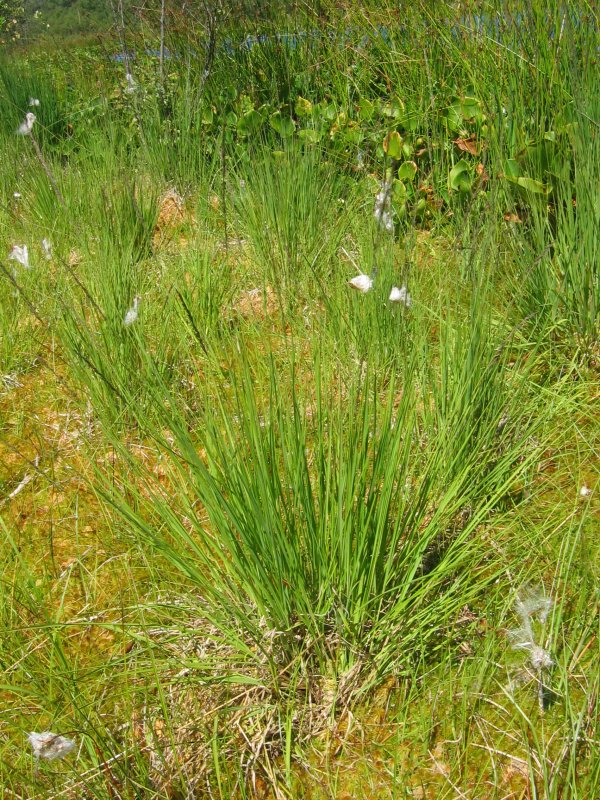
Molinie bleue et linaigrette

Les tourbières proviennent de la décomposition anaérobique des végétaux en milieu acide saturé d'eau stagnante en permanence où seules quelques plantes, en particulier des sphaignes, des algues, des molinies (surtout la molinie bleue, ar flanch, herbe ressemblant à de l'alfa), de la myrte des marais (ou piment royal, aleg mors, à l'odeur pénétrante), l'osmonde royale (une variété de fougères qui est protégée), l'œnanthe safranée, le peucédan des marais, etc., peuvent pousser.Les tourbières jouent un rôle d’éponge et stockent d’énormes quantités d’eau qu’elles restituent ensuite lentement vers les rivières. Elles constituent ainsi un précieux écosystème où vivent également de frêles carnivores comme la drosera anglica ou la grassette du Portugal.
Les tourbières du Yeun Elez, situées au fond d'une cuvette granitique entourée par les hauteurs de l'Arrée forment un marais spongieux d'environ 1500 hectares où les eaux abondantes liées aux abondantes précipitations et collectées par le bassin supérieur de l'Ellez stagnent en raison de la faible pente. La tourbière est dite vivante tant que l'humidité est suffisante pour que la tourbe se forme à partir des sphaignes dont la sphaigne de la Pylaie, des chaméphytes qui s'y développent. L'empilement successif de ces végétaux en décomposition provoque un exhaussement naturel de la tourbière qui devient progressivement morte : la bruyère callune est la principale plante qui s'y développe alors formant une prairie maigre et pauvre, modifiée par l'intervention de l'homme et des animaux. Par le drainage (création de profonds fossés pour accélérer le processus naturel d'évolution de la tourbière et gagner des terres agricoles exploitables), par les incendies périodiques (souvent provoqués par l'homme et qui ravagent surtout la périphérie du marais, car ils sont naturellement arrêtés par l'humidité dans la partie centrale), par l'exploitation de la tourbe et enfin en raison de l'ennoiement à partir de 1936 d'une partie du marais sous les eaux du réservoir de Saint-Michel (un tiers des tourbières est ennoyé), l'homme a considérablement modifié le milieu naturel, surtout au cours du XXe siècle.

### L'exploitation de la tourbe
Au début du XXe siècle une estimation évalue le gisement tourbeux à environ 600 hectares, avec une épaisseur moyenne de 2 mètres, mais qui peut atteindre jusqu'à 6 mètres aux environs du lac de Brennilis.

#### L'exploitation artisanale traditionnelle

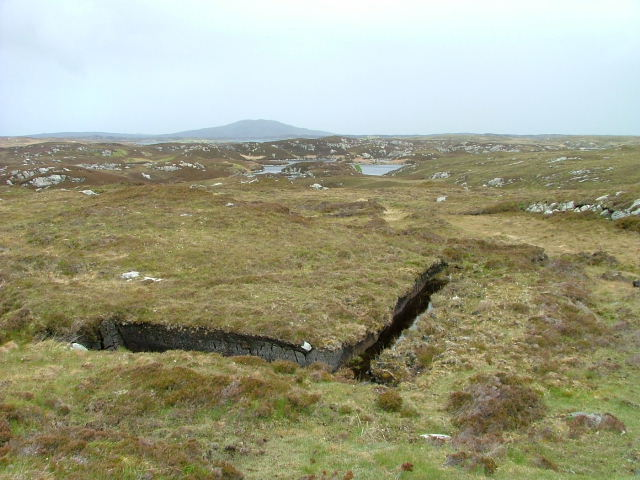
Une fosse de tourbières en Écosse (analogue à celles qui étaient faites dans le Yeun Elez par le passé)
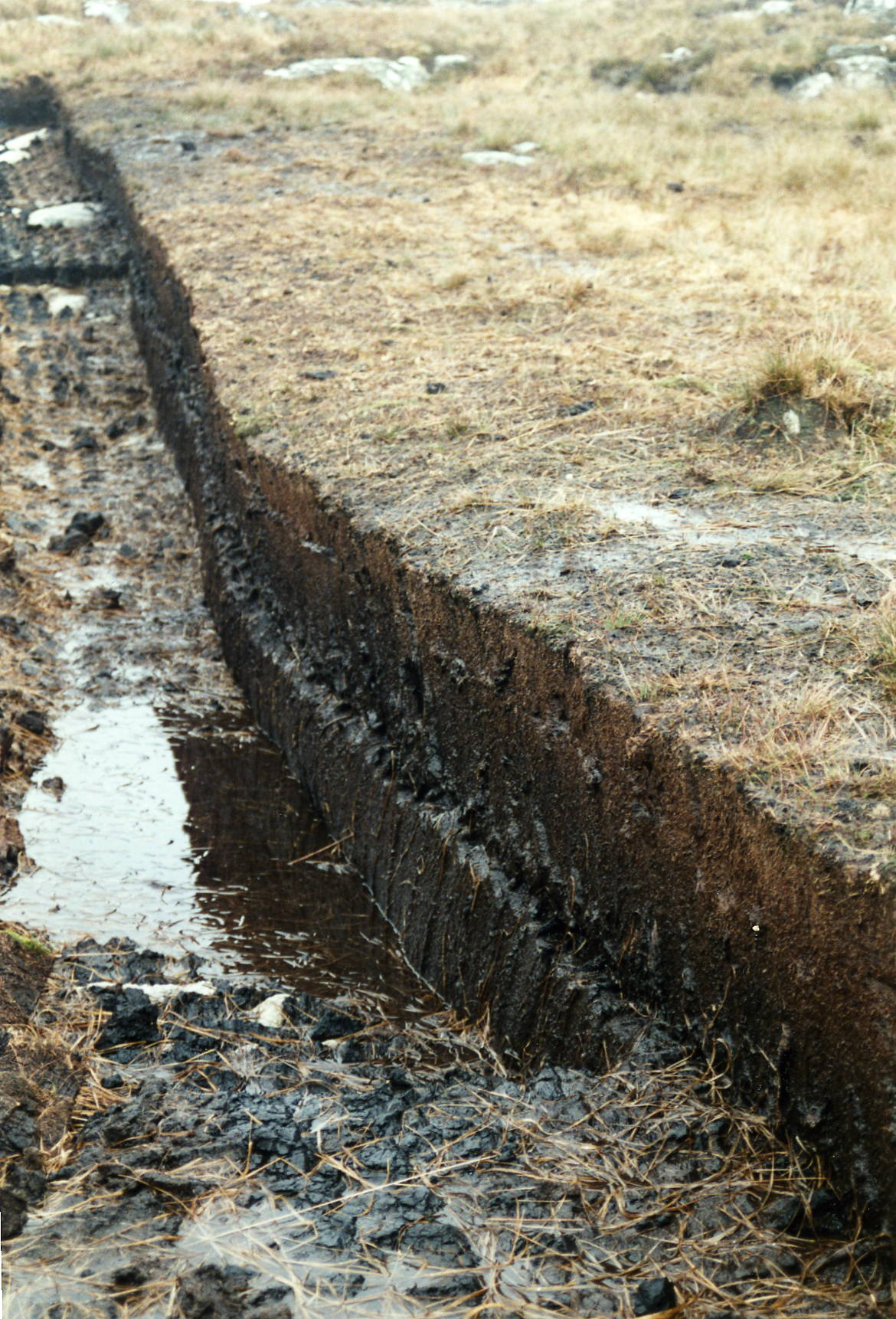
Fosse de tourbe (photo prise en Irlande
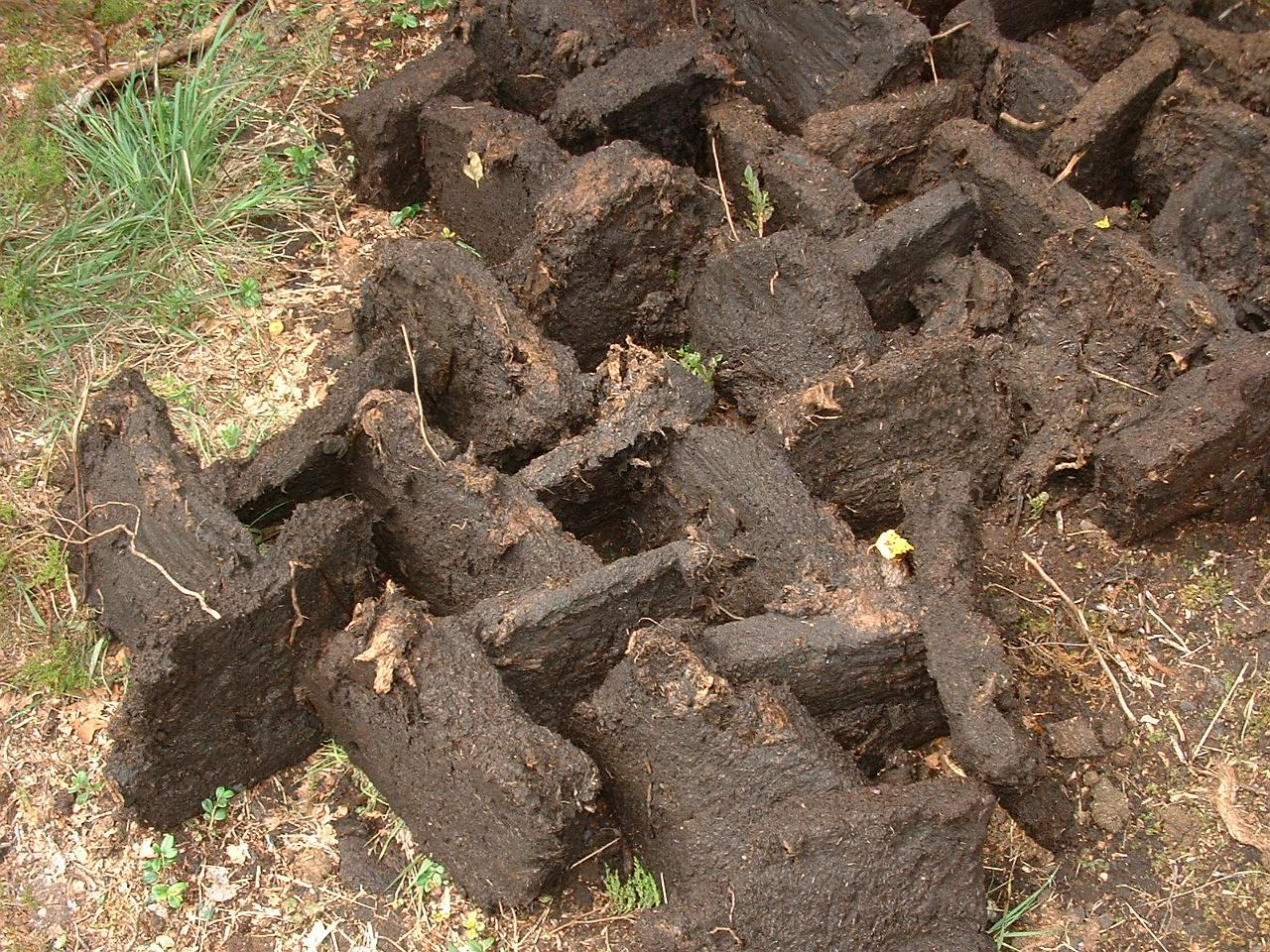
Mottes de tourbe
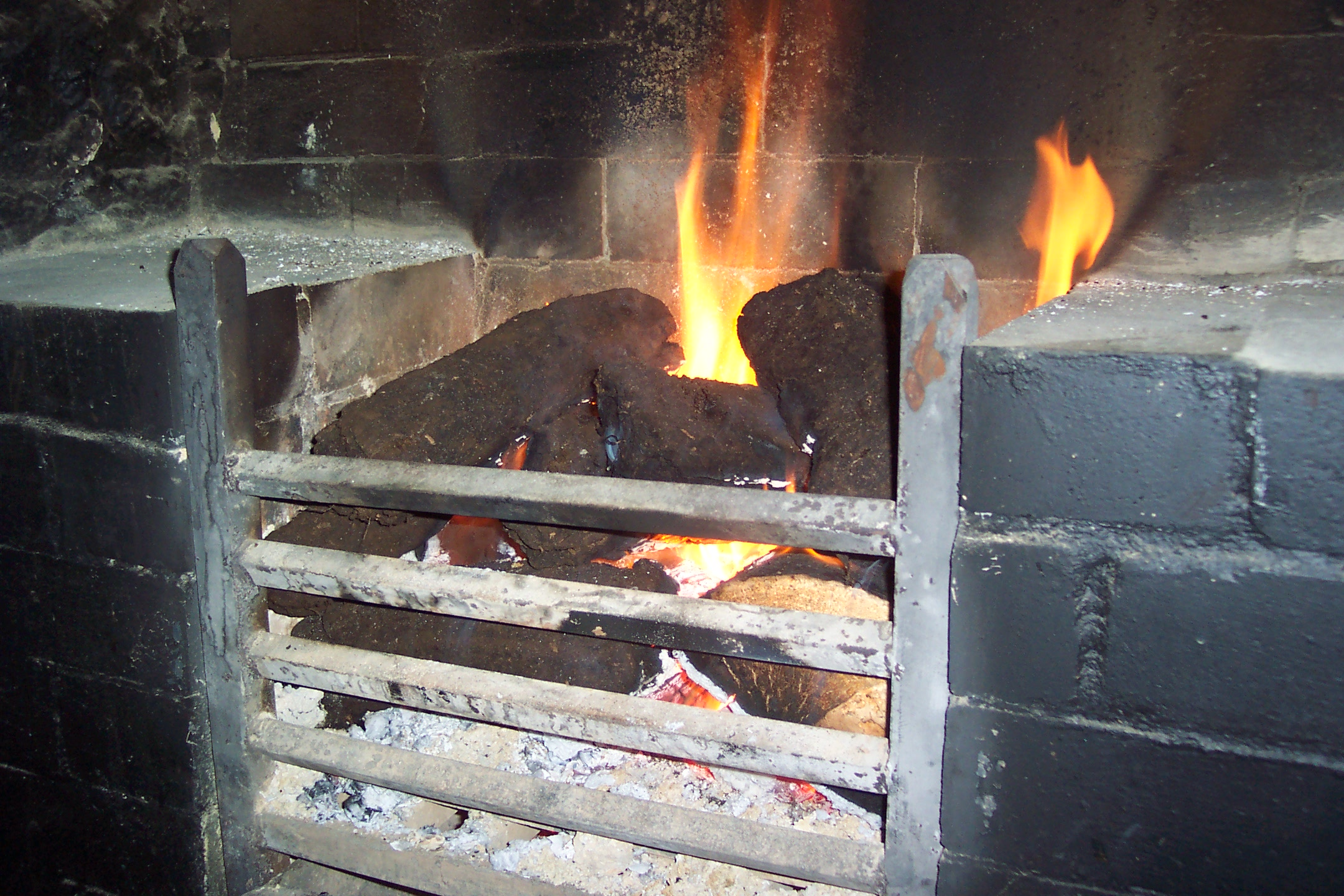
Feu de tourbe dans une cheminée

L'abondance de la tourbe dans le marais  et le manque de bois dans la région des Monts d'Arrée en raison de la prédominance de la lande a entraîné depuis un temps immémorial son exploitation. La preuve la plus ancienne connue l'extraction de la tourbe à cet endroit est la mention dans un inventaire après décès d'une pelle de fer à tirer les mottes (le louchet) qui a été adjugée six sols à Hervé Le Pichon, le 29 décembre 1709, lors de la vente des biens de Valentin Pichon, décédé en 1707 au village de Rochangaizec (Roc'h ar Hézec), territoire de Botmeur, paroisse de Berrien, en plein cœur du Yeun Elez.
Les tourbières faisaient partie des « terres vaines et vagues » et étaient donc, tout comme les landes, propriété collective. La loi du 28 août 1792 en accorda la propriété aux communes ou aux villages. Après la loi de 1850 sur le partage des « terres vaines et vagues », les tourbières furent vendues par lots, mais les habitants du voisinage achetèrent la majeure partie des lots, afin de poursuivre l'exploitation familiale de la tourbe.
La tourbe était extraite tout autour du Yeun sur les communes de Brasparts, Loqueffret, Brennilis et Botmeur. Les meilleures tourbes étaient celles du Yeun ar Park (sous le Mont Saint-Michel de Brasparts) et de Yeun Vras où l'on trouvait une tourbe noire (mouded-du) en gisements très profonds (1,20 à 2 mètres) d'excellente qualité. La tourbière du Vénec, plus spongieuse, fut moins utilisée, ce qui a permis sa conservation.

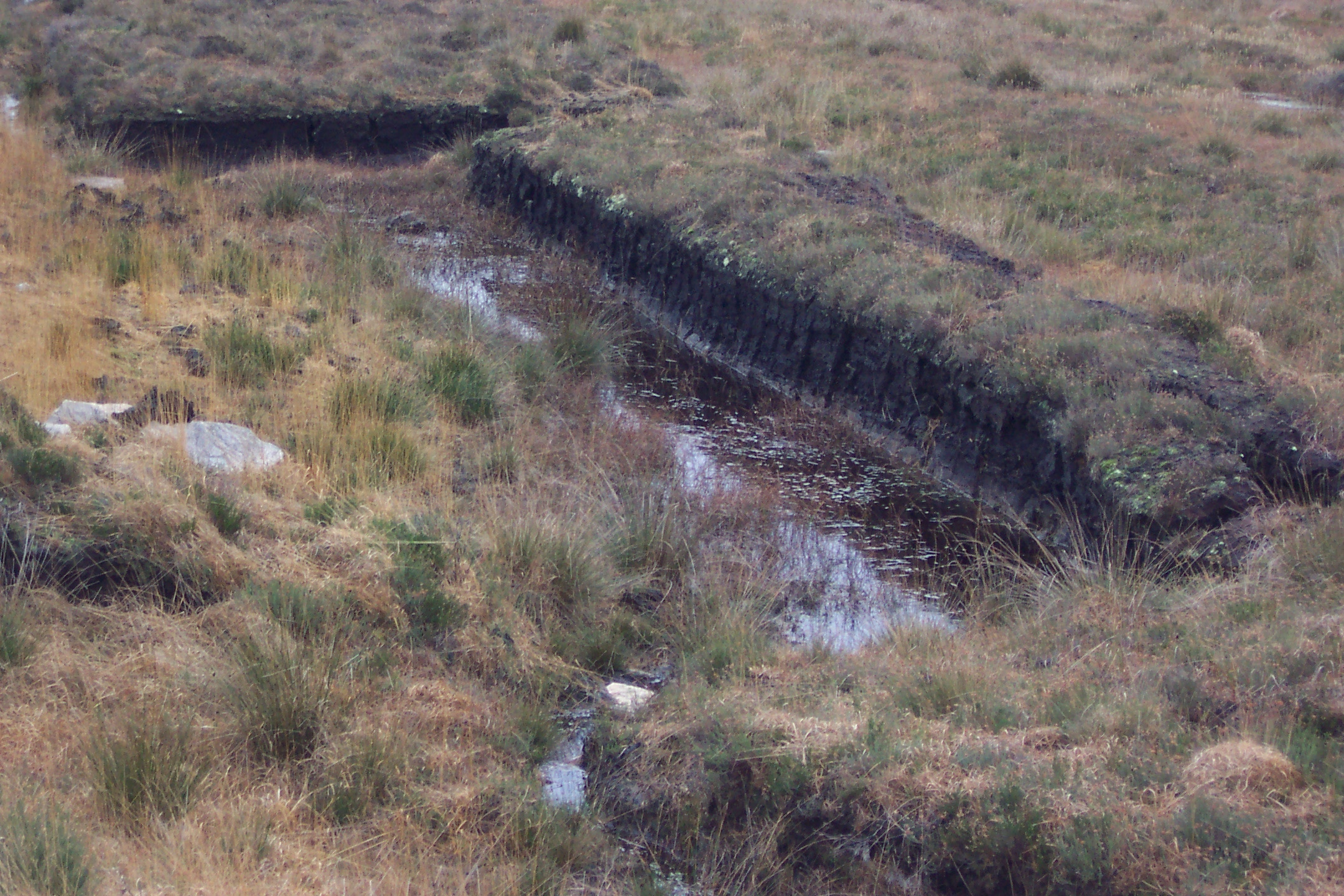
Fosse de tourbe remplie d'eau (photo prise en Irlande)

En 1801, le ministre de l'intérieur donne comme instructions au préfet du Finistère d'encourager l'extraction industrielle de la tourbe ( « les tourbes, dont l'embrasement fournit une moindre intensité de chaleur, mais qui est encore plus active que celles des bois et charbons de bois » écrit-il). Mais la difficulté à regrouper la multitude des petits propriétaires est telle, que cette tentative resta lettre morte.
Traditionnellement, chaque habitant des paroisses limitrophes pouvait y faire librement sa provision de tourbe pour l'hiver, car les terres du marais étaient indivises, « vaines et vagues », bien que propriété seigneuriale. Avec le partage des « communs » aux alentours de 1860, les habitants devinrent propriétaires de tel ou tel lot, attribués initialement en fonction de la taille de chaque famille, qui devait la partager avec ses enfants. « Le marais tourbeux du Yeun Elez ressemblait ainsi à un grand damier que les rigoles, coupées à angle droit, divisaient sur des kilomètres ». À la fin du XIXe siècle, une exploitation industrielle de la tourbe fut même localement mise en place dans la partie du marais appartenant à Botmeur, qui dura jusque vers 1950. « Au pied du « Tuchen Kador », non loin de la route Morlaix-Quimper et du lieu-dit « Korn Cam », se trouvait au début du XXe siècle une usine d’où l’on extrayait et broyait la tourbe, produit servant, paraît-il, aux chevaux pendant la guerre 1914-1918. Elle remplaçait la litière pour pallier la présence de la boue. »

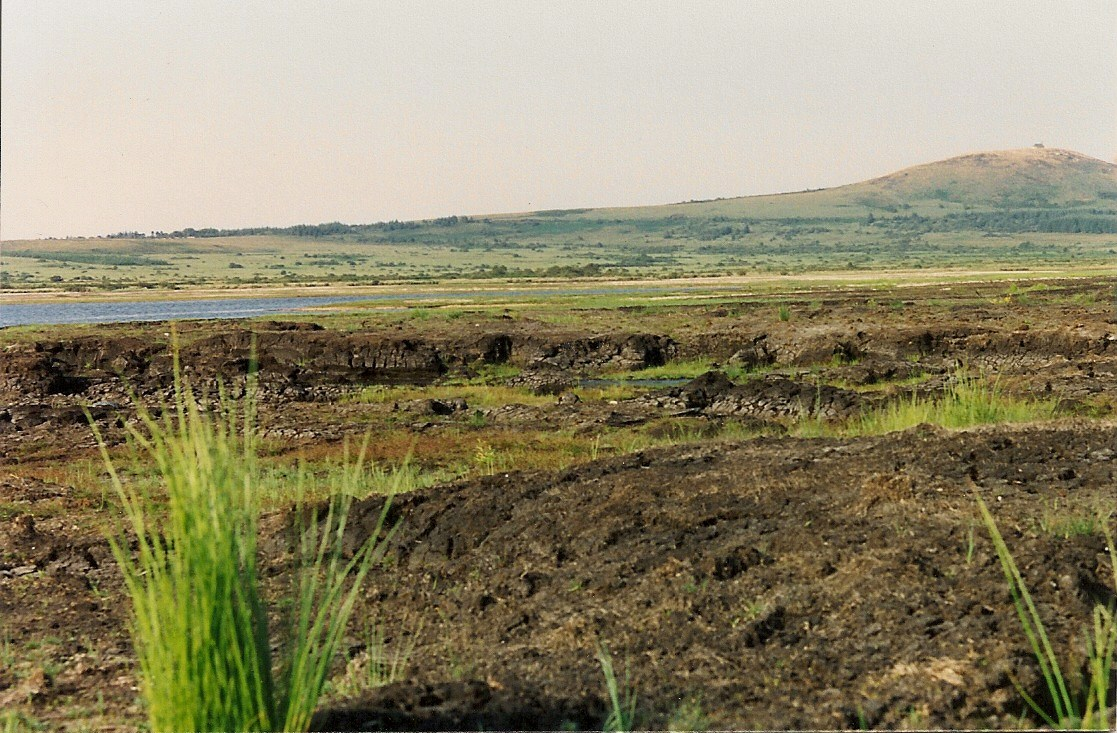
Anciennes fosses de tourbe généralement sous les eaux du Réservoir de Saint-Michel et momentanément visibles

L’extraction de la tourbe dans le « Grand marais » du Yeun Elez se faisait au mois de mai ou juin, juste avant que commençât la fenaison. On choisissait un carré de garenne et l'on taillait le dessus : landes, herbes, sphaignes. On utilisait la « marre » pour décoller les mottes et une bêche bien tranchante, aiguisée sur trois côtés, le « louchet » pour les découper. À Botmeur et Brasparts, après avoir délimité un rectangle ou un carré de quelques mètres de côté à la surface du marais ; on enlevait la mince couche de terre qui recouvrait le combustible. Cette pellicule inutilisable était jetée de côté. Les hommes taillaient ensuite transversalement dans la tourbière des petits rectangles, à coups légers appliqués du tranchant de la bêche. Puis ils détachaient les pains de tourbe et  les jetaient au dehors du trou qu’ils creusaient. Chaque pelletée enlevait deux morceaux de tourbe de 20 cm de longueur, 15 cm de largeur et autant d’épaisseur chacun. Lorsque l'on avait extrait une rangée de mottes sur toute la largeur de la fosse, on entamait une nouvelle rangée dans la couche inférieure. Une fois parvenu au fond (on prenait soin de bien laisser en place la terre glaise du fond pour permettre à la tourbe de se reconstituer par la suite même si l'on utilisait parfois une partie de cette glaise pour constituer le sol des aires à battre), on réattaquait une nouvelle rangée devant soi et ainsi de suite. À Brennilis, la technique était différente: on extrayait la tourbe en creusant des fosses circulaires d'assez faible profondeur (environ 80 cm) qui permettaient à un "tireur" de travailler seul et de déposer les mottes autour du trou.
« Dans l’Arrée, les hommes de Botmeur se servent d’un appareil spécialement conçu à cet effet. Plutôt que de creuser à la verticale, ils détachent les mottes dans le sens de la longueur, la lame est à la taille désirée, inutile de les couper une seconde fois. Les tranchées sont suffisamment larges, 1,50 m environ, pour permettre les mouvements des bras lors de la dépose des mottes sur le terrain. Plus l’on descend, plus le sol requiert de l’espace et plus le sol devient mou, on y pose alors des planches pour ne pas s’enfoncer. »

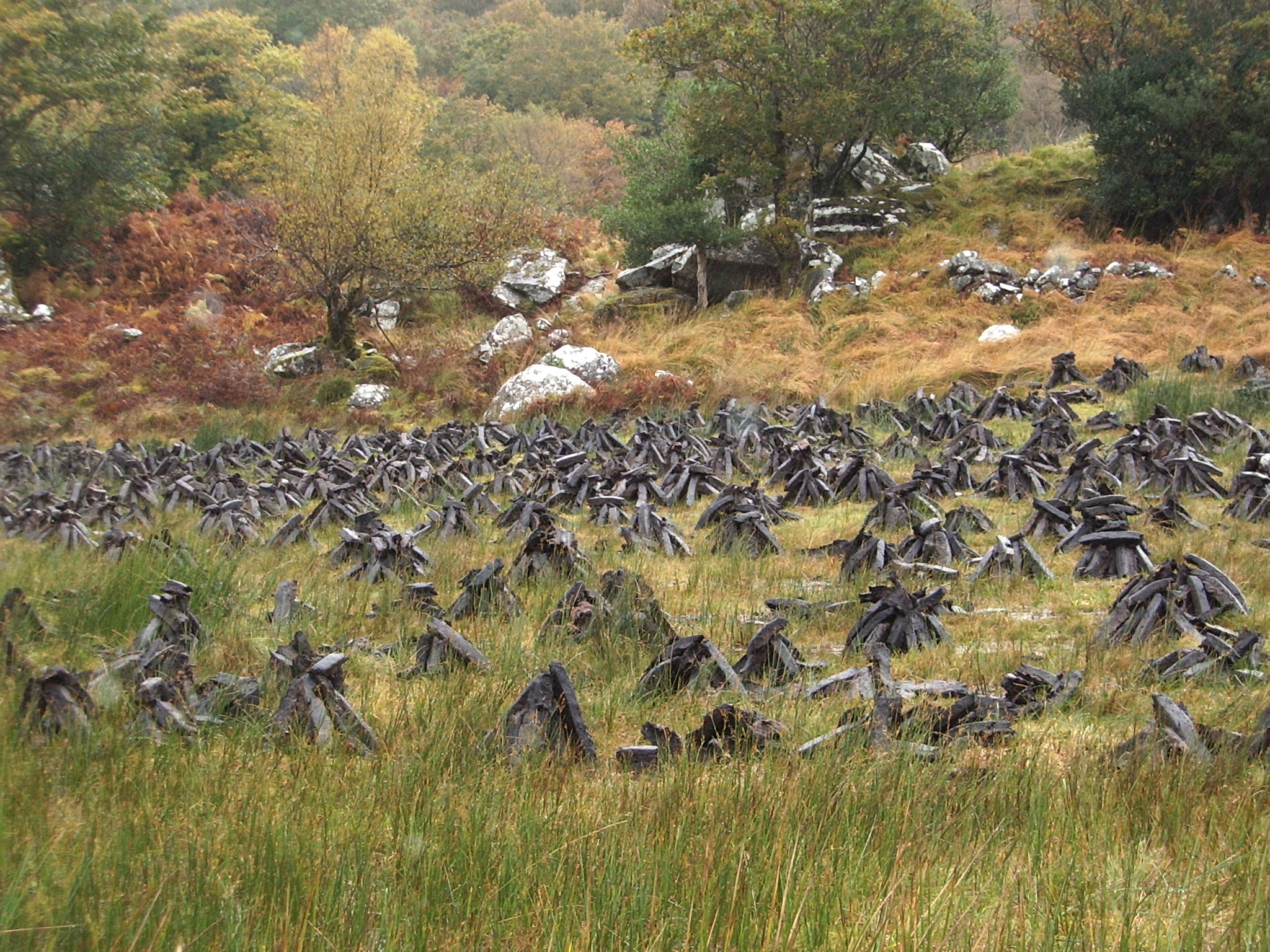
Mottes de tourbe disposées en tas (photo prise en Irlande)

On extrayait dans le Yeun Elez jusqu’à dix couches de tourbe avant d’atteindre la glaise. Les couches supérieures, dénommées en breton « mouded kign », avaient une couleur brunâtre : formées de sphaignes, de joncs, de bruyères et autres végétaux encore mal décomposés, leur valeur de combustible était moyenne. Les couches inférieures, noires, étaient les plus recherchées car elles brûlaient très bien et dégageaient une odeur moindre. Les femmes, au bord de la tourbière, recueillaient les pains de tourbe qu’elles étendaient à plat, sur le sol. La tourbe séchait ainsi pendant huit ou quinze jours, suivant les circonstances météorologiques, puis on la retournait afin de sécher l’autre face et on la laissait encore huit jours sur le marais. On l’entassait ensuite par 5 mottes : 4 accotées les unes aux autres et une sur le dessus.
Durant ce laps de temps, la fenaison et même la moisson avaient sérieusement avancé et étaient même achevées dans la plupart des fermes. Alors commençait le transport de la tourbe jusqu’aux villages. Il fallait d’abord l’acheminer à travers le marais jusqu’à la grand’route qui menait de Brasparts à Morlaix. En raison de l'absence de chemins carrossables dans la plupart des cas, on utilisait à cet effet parfois des sacs de jute ou de grands paniers d'osier non écorché (nommés boutig du) transportés à dos d'homme, parfois un petit tombereau, qui ne s’enfonçât pas dans un terrain très meuble et très humide. Les pains de tourbe, secs, n’étaient guère plus gros qu’une actuelle boîte de sucre. On les empilaient dans la charrette et on en remplissait de surplus des sacs qu’on disposait sur la charretée car, si la tourbe est volumineuse, elle est légère. Aussi s’efforçait-on, à chaque navette, d’en rapporter le plus possible.
Sur la route principale (actuelle route départementale Morlaix - Quimper), près du café dit de « Ti Sant-Mikêl », des charrettes de type normal attendaient. On y transbordait la tourbe et les conducteurs reprenaient le chemin de leur village. Auparavant, ils avaient dû s’acquitter d’une sorte de droit de péage qui consistait à prendre une consommation dans le café ! L’aubergiste se chargeait, par ailleurs, de procurer contre argent de la tourbe aux gens qui ne possédaient pas de terrain dans le marais. La tourbe, parvenue à domicile, était empilée dans les greniers (« ar zolierou ») des crèches, au-dessus des bêtes, sur de simples branchages ou des fagots que l’on jetait en travers des poutres.
Une ferme consommait cinq à six charretées de tourbe dans l’année, jusqu'à dix charretées dans certaines familles. La tourbe du « Yeun Vras » était un excellent combustible qui se consumait lentement et dégageait beaucoup de chaleur. Le seul inconvénient, outre la fumée et l’odeur acre, était que la fonte des marmites et des chaudrons résistait bien moins longtemps à un feu de tourbe qu’au feu de bois, probablement en raison de certains composés chimiques contenus dans la tourbe. L'odeur était telle que les voyageurs, les pilhaouers par exemple, lorsqu'ils rentraient de voyage, sentaient l'odeur de leur pays dès qu'ils franchissaient les crêtes de l'Arrée entourant le Yeun. Les mauvaises langues prétendaient même que, sur les marchés du Léon, on reconnaissait un "montagnard" à l'odeur de la tourbe qui imprégnait ses vêtements!. La tourbe se vendait jusque dans le Léon.

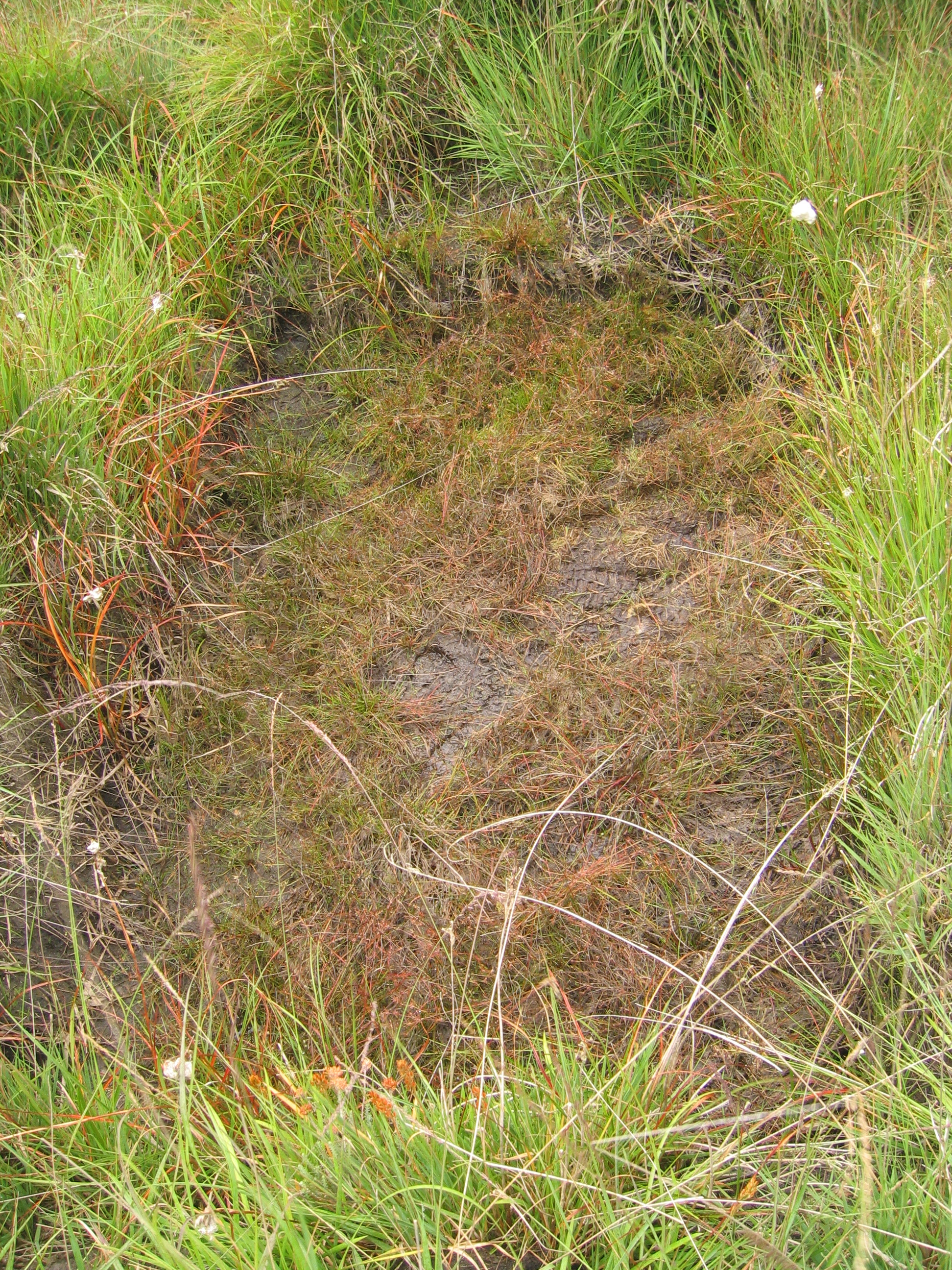
Ancienne fosse de tourbe en cours de recolonisation par la végétation

Sur Botmeur, il existait même des recettes originales de cuisson à l'étouffée dans des chaudrons recouverts de mottes en combustion pour cuire le pâté de cochon et surtout le far kokellen, bien meilleur selon les anciens que le far classique. La tourbe était aussi utilisée par les forgerons des villages avoisinant le Yeun pour chauffer les cerclages des roues des charrettes.

#### L'exploitation industrielle

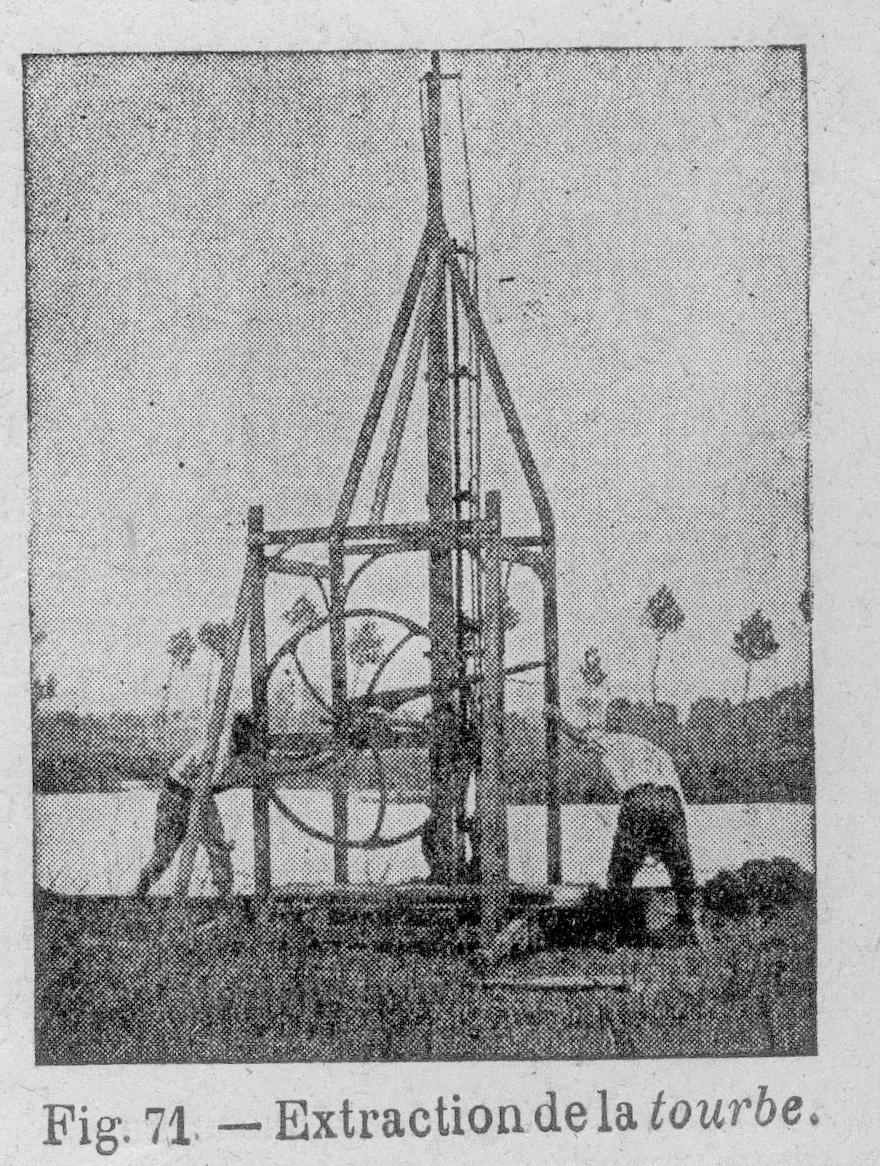
Un louchet mécanique vers 1920 (manœuvré par deux hommes)
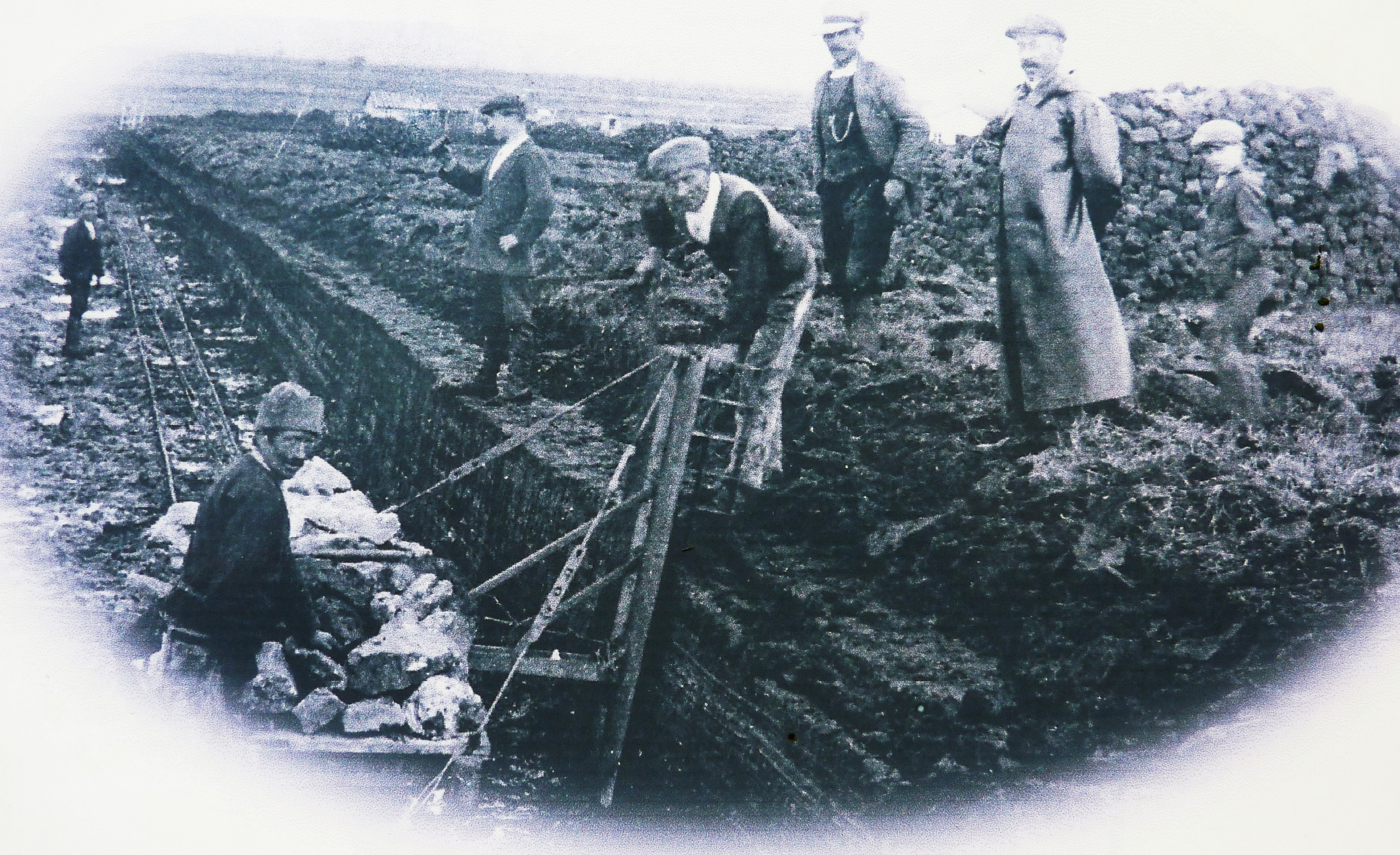
Exploitation industrielle de la tourbe au louchet mécanique vers 1920

À la fin du XIXe siècle, les tourbières font l’objet d’une exploitation plus « industrielle ». La première tentative remonte aux années 1880. Dans les années 1890, à Botmeur par exemple, une petite exploitation de tourbe s’équipe de matériel plus important : wagonnets et « voie ferrée » pour l’acheminement. En 1917, dans la partie du marais située dans la commune de Loqueffret, une véritable industrie s’installe (le directeur de l'exploitation est M. Marchais et le contremaître est M. Pérennes) en raison de la pénurie du charbon, créée par la poudrerie de Pont-de-Buis-les-Quimerch, employant surtout en raison de la guerre environ 80 femmes, une quarantaine d'hommes adultes et une vingtaine de jeunes gens. Une petite usine d’extraction est construite sur la commune de Brasparts et reliée pendant quelques années à Pont-de-Buis-les-Quimerch via Brasparts par un chemin de fer à voie étroite relié à la ligne Plouescat-Rosporden des Chemins de fer armoricains, puis, à Châteauneuf-du-Faou, les wagons de tourbe empruntaient la ligne Carhaix-Châteaulin, elle aussi à voie étroite. À Châteaulin, la tourbe devait être transbordée pour être acheminée jusqu'à la poudrerie de Pont-de-Buis sur d'autres wagons au gabarit plus large à voie normale (ligne Landerneau-Quimper). De plus, à Châteaulin, l'existence de deux gares pour chacun des deux réseaux, non reliées entre elles, compliquait encore le transfert de la tourbe !
Un vestiaire (pour se changer et revêtir la tenue de travail), un bureau, un réfectoire (avec des tables en bois et un feu de tourbe au centre qui permet aux employés de réchauffer leur gamelle) sont construits. La journée de travail est de 10 heures et une grève éclate le 8 mai 1918 menée principalement par les ouvrières qui se plaignent d'être moins payées que les hommes (5 à 6 francs contre 6 à 7 francs) et réclament une indemnité de vie chère (certaines sont brutalement licenciées). Le travail reprend le 13 mai, les ouvrières ayant partiellement obtenu satisfaction. Pendant l'été 1917, en 80 jours d'exploitation, 10 000 tonnes de tourbe furent extraites (750 tonnes après séchage).
La fin de la Première Guerre mondiale marque l’arrêt de cette usine. L'exploitation industrielle reprit toutefois temporairement pendant la Seconde Guerre mondiale pour alimenter le gazogène utilisé par certains véhicules, principalement allemands.
La dernière entreprise, basée à Plonévez-du-Faou (Société des terreaux Armoricains), à exploiter la tourbe des Monts d’Arrée a commencé cette activité en 1984 et l'a arrêtée beaucoup plus récemment, vers 1990. Son site d’extraction se situait sur les rives du réservoir de Saint-Michel sur la commune de Loqueffret. De petite taille, l’exploitation se limitait à l’usage d’une pelle mécanique et à son transport par camion.

## Un milieu menacé

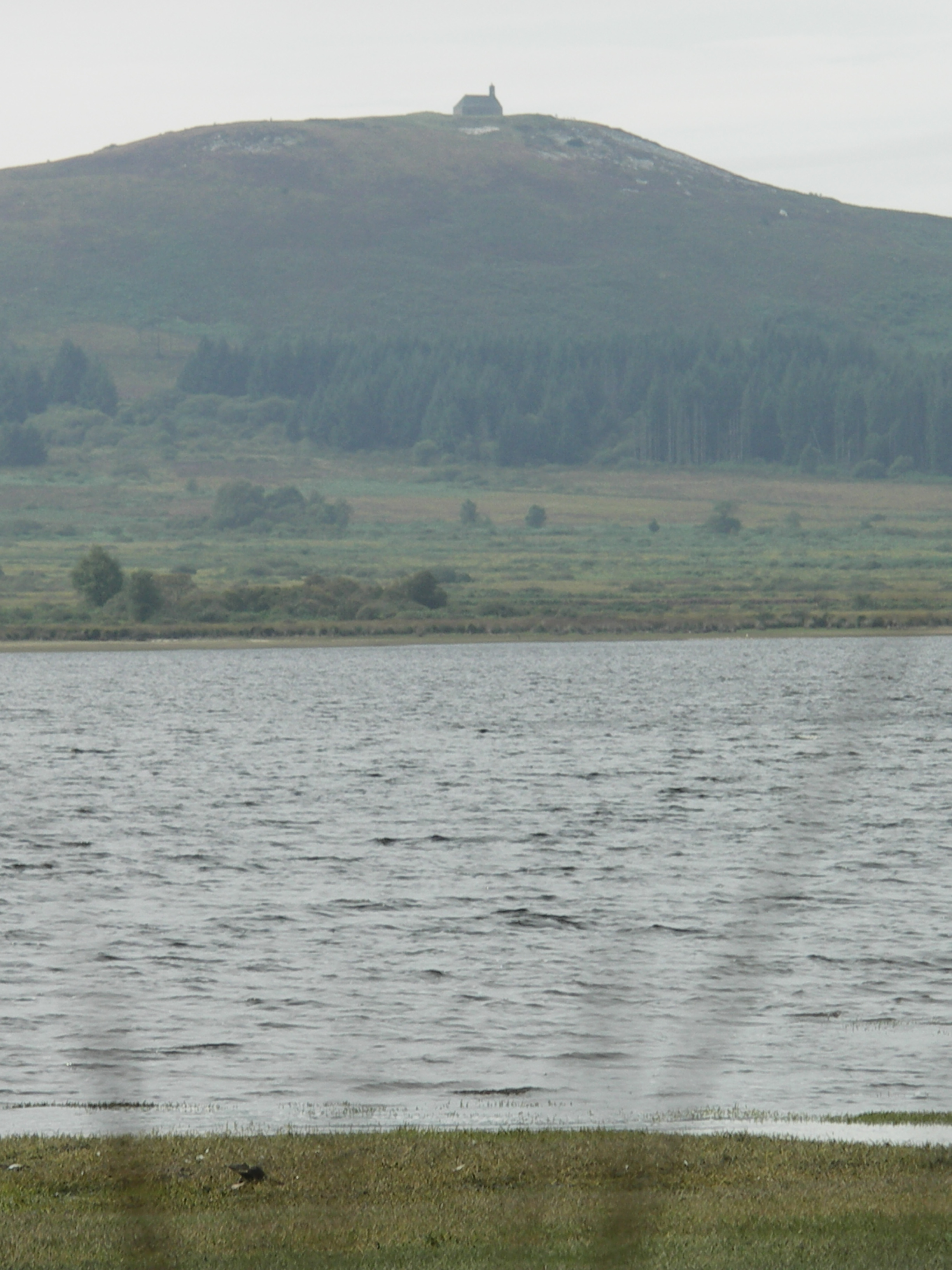
Le lac-réservoir Saint-Michel et le mont Saint-Michel de Brasparts

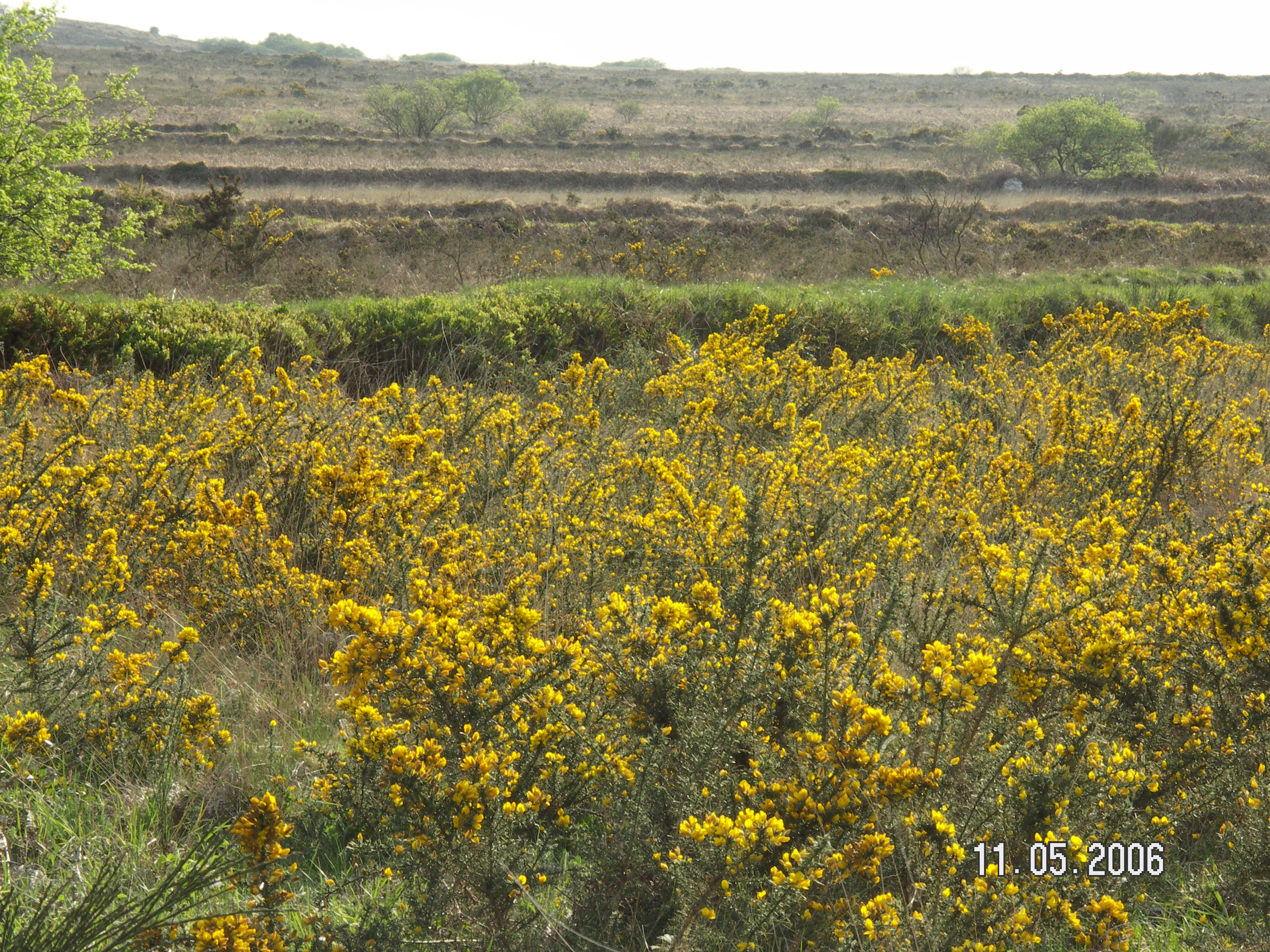
Ajoncs en fleurs dans le marais

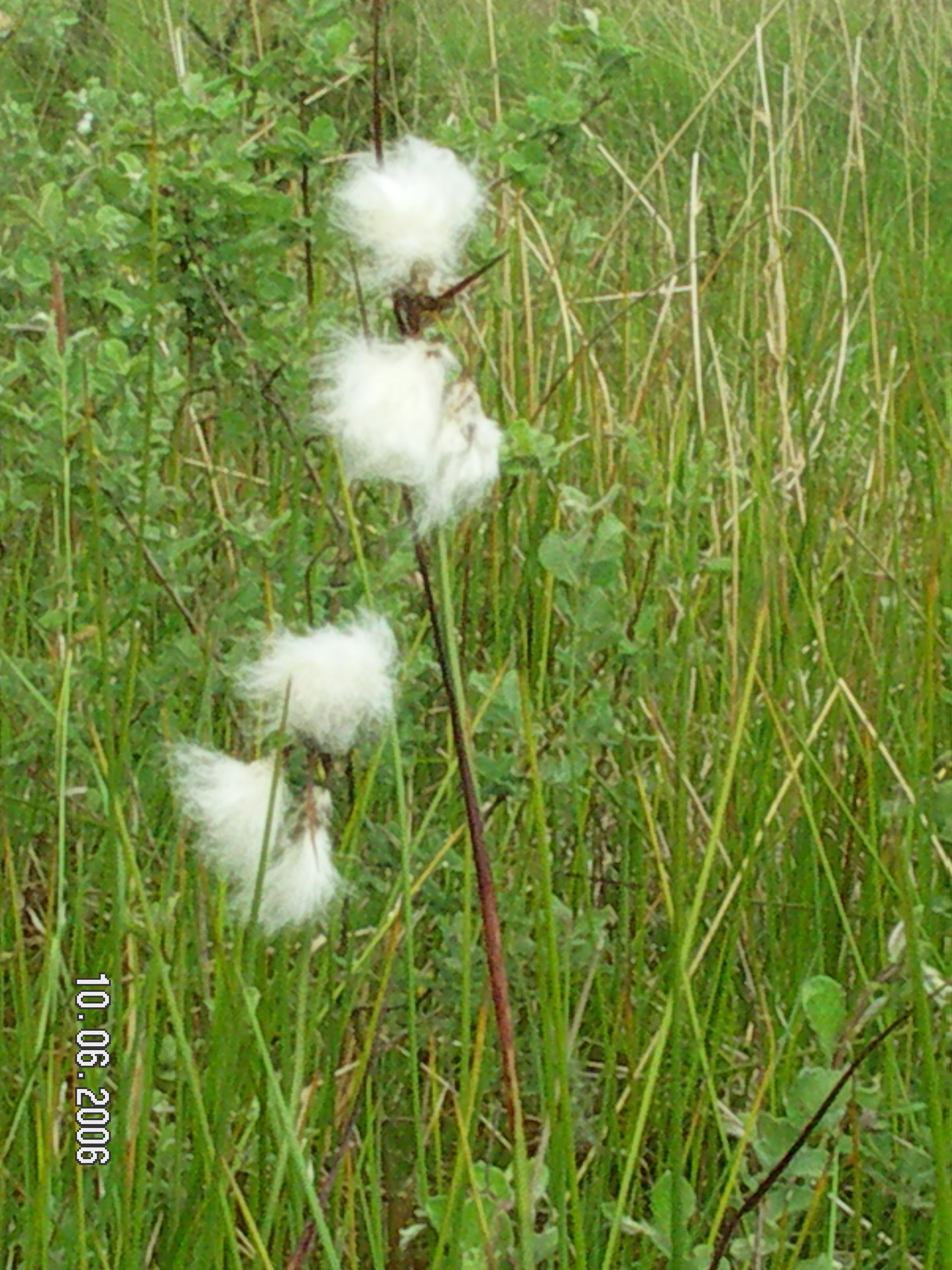
Linaigrette avec ses fleurs ressemblant à celles du coton

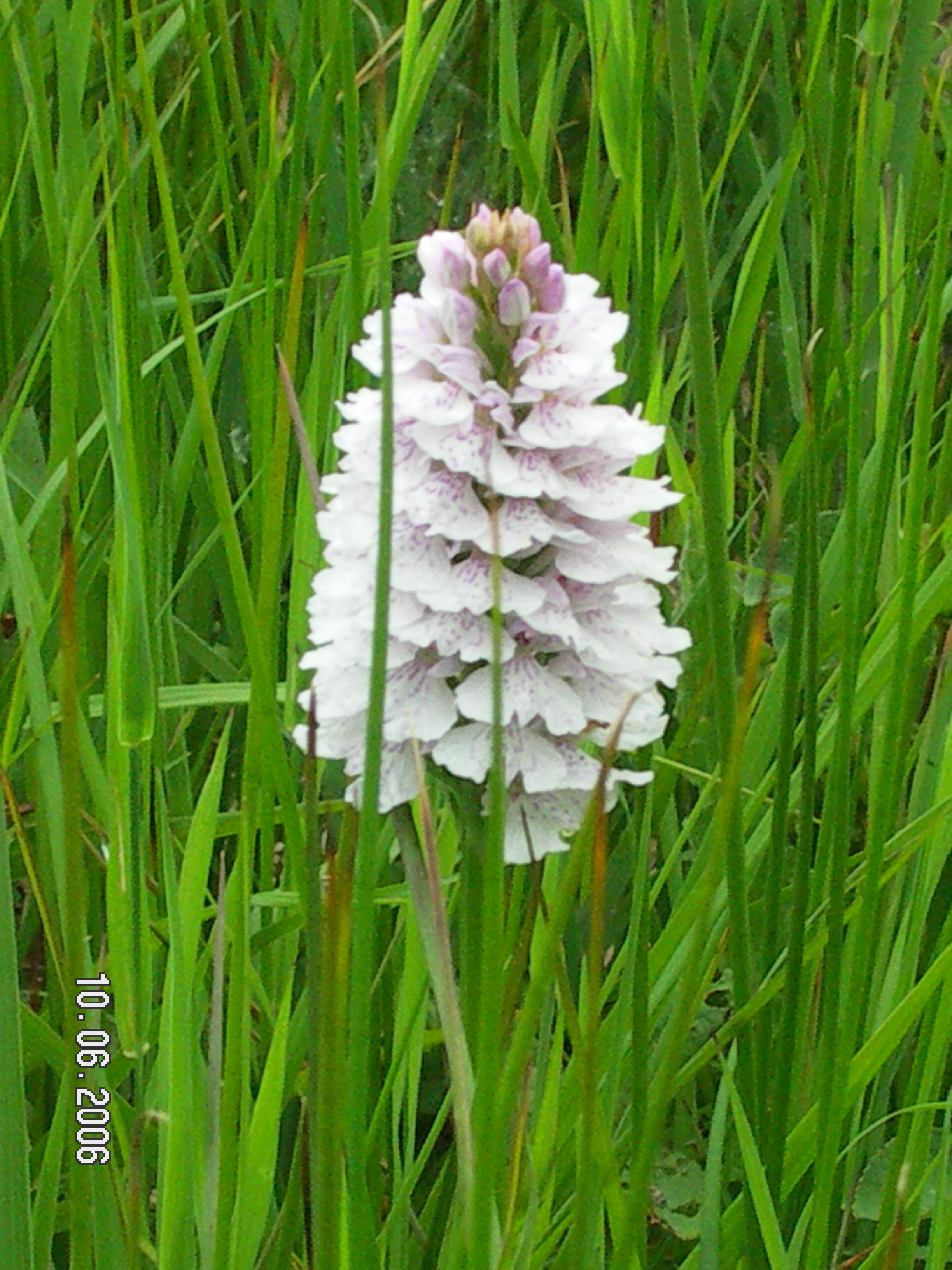
Orchidées (orchis) dans le marais

La construction en 1936-1937 du barrage de Nestavel, une digue longue de 510 mètres constituée sur une partie de sa longueur d'un mur droit et sur l'autre partie de voûtes accolées de 25 mètres d'ouverture et s'appuyant sur des contreforts ancrés ans le rocher granitique, par la Société hydro-électrique du Finistère, destiné à régulariser le débit de la rivière Ellez pour mieux tirer profit du barrage hydroélectrique de Saint-Herbot construit antérieurement (1923), provoqua la création d'un lac artificiel de 5 à 6 kilomètres de long sur 3 à 4 kilomètres de large : le réservoir de Saint-Michel, dit encore lac Saint-Michel provoquant l'expropriation de 360 hectares dont 52 hectares de terres labourables et prés, 38 hectares de tourbières et 27 hectares de landes et marécages. De nombreuses manifestations des propriétaires de parcelles et des paysans de la région contre ce projet furent organisées, mais en vain, entre 1931 et 1936. Ceux-ci tentèrent de s'opposer à l'expropriation de leurs terres sans grande valeur vénale, mais en vain. C'est le cœur même du marais, en particulier le fameux Youdig, qui disparut sous les eaux, ce qui porta aussi un coup sérieux à l'exploitation de la tourbe. La construction du barrage et la création du lac ont non seulement modifié le paysage du marais, mais l'étendue d'eau a aussi coupé des voies de communications, la route entre Botmeur et Brennilis par exemple, modifiant de ce fait les relations entre les habitants des communes riveraines du Yeun Elez. Ce lac est peu profond, atteignant une profondeur maximale de 7 mètres à proximité du barrage.
Dans les décennies 1930-1960, le drainage des zones humides dans un but de mise en valeur agricole provoqua un nouveau recul du marais ; l'abandon de nombreuses parcelles ensuite provoqua un enrésinement partiel (plantation de conifères, surtout des épicéas de Sitka d'origine canadienne). Ces plantations, vivement encouragées par les pouvoirs publics à l'époque, ont eu l'inconvénient d'acidifier davantage un sol déjà acide naturellement et de modifier les paysages. Elles sont parvenues à maturité et régressent désormais en raison des coupes de bois pratiquées.
La construction entre 1962 et 1967 de la centrale nucléaire des Monts d'Arrée à Brennilis (voir Site nucléaire de Brennilis), qui utilisait une technologie originale dite "à l'eau lourde", procédé abandonné dès 1971 pour cause de non-rentabilité, d'une puissance de 70 MW, est permise par l'existence de ce lac-réservoir : l'eau qui y est stockée étant nécessaire à son refroidissement. La construction, puis l'exploitation, de cette centrale nucléaire entraîna la création d'emplois et une prospérité temporaire dans la région, particulièrement pour la commune de Brennilis qui devint un temps la plus riche de Bretagne selon le critère des recettes de la taxe professionnelle rapportée au nombre des habitants…
La centrale ferme en 1985 et son démantèlement complet (voir démantèlement nucléaire) est décidé, mais traîne en longueur en raison de la complexité des travaux à entreprendre, des contestations issues des milieux écologistes (recours en Conseil d'État, qui décide la suspension des travaux de démantèlement par le décret du 7 juin 2007), ce qui entraîne la création d'une commission locale d'information regroupant représentants de l'état et des sociétés responsables (EDF, Autorité de sureté nucléaire, etc.), élus et représentants d'associations et du monde économique, afin de surveiller les travaux de démantèlement.
Deux turbines à gaz (une troisième a été mise en service récemment) ont été implantées depuis sur le site : elles fonctionnent uniquement lors des pointes de consommation pour éviter des ruptures d'approvisionnement électrique dans l'Ouest breton (deux autres turbines à gaz sont implantées à Dirinon, non loin de Brest, également dans le Finistère.

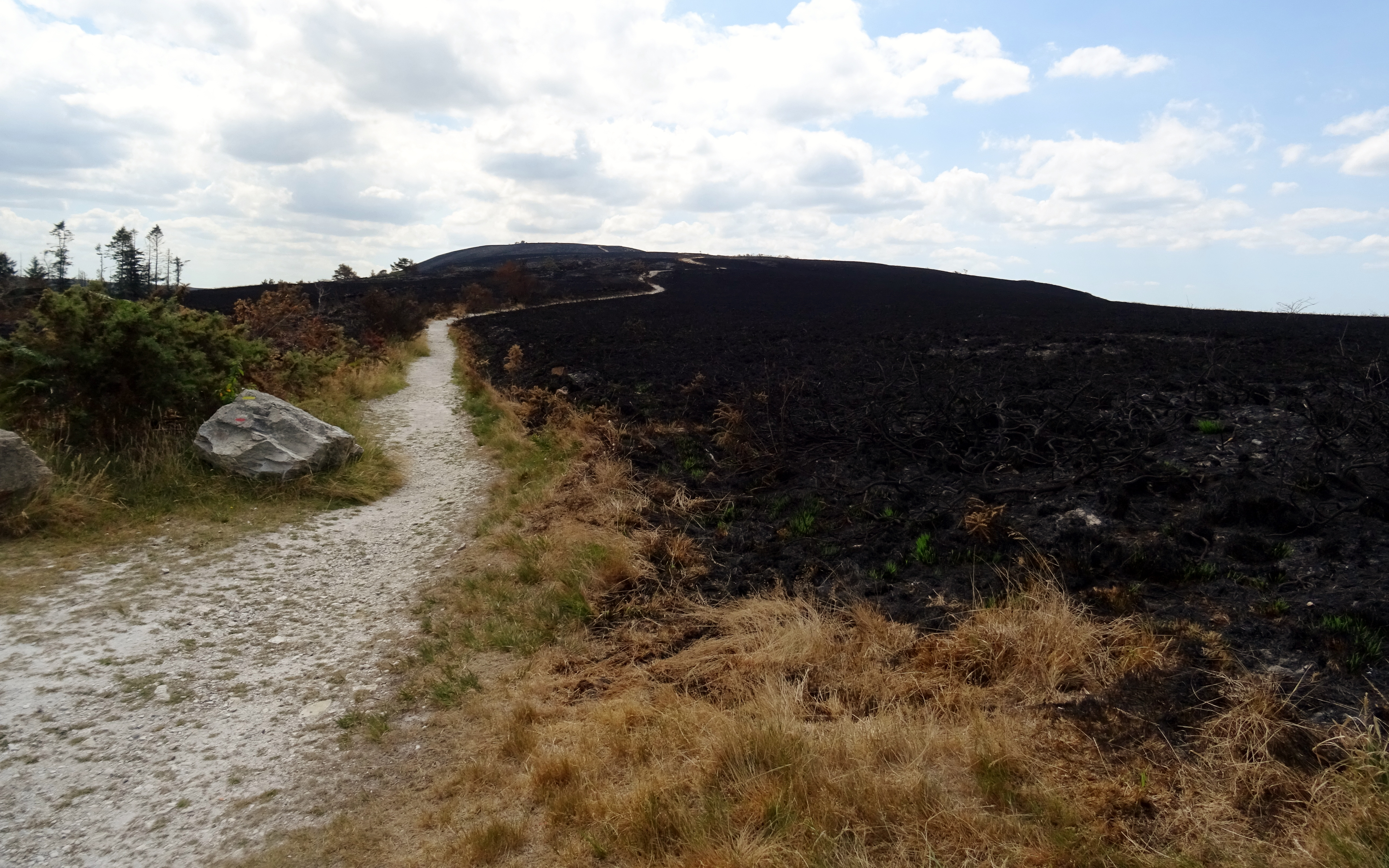
La cuvette du Yeun Elez après l'incendie de l'été 2022.

Des incendies ravagent périodiquement ce milieu : en 1917, en 1926, en 1949, en juillet 2022 par exemple. Certains de ces incendies durent des mois, la tourbe brûlant très lentement, et sont pour les pompiers quasi impossibles à éteindre: il faut atteindre un épisode pluvieux important pour que la nature s'en charge. D'autres incendies ravagent aussi régulièrement les landes avoisinantes de l'Arrée comme en 1984, 1996, 2010.

### L'abandon des tourbières
L'extraction de la tourbe cessa pour l'essentiel au début des années 1950 (alors qu'elle subsiste en Irlande), victime de la concurrence du charbon et du pétrole. La fin de l'exploitation de la tourbe ainsi que l'abandon des utilisations agricoles du marais ont entraîné une modification du milieu : les anciens ne reconnaissent plus "leur" marais, envahi par les saules, la bourdaine, la molinie. L'abandon du tourbage familial qui, à l'inverse de l'exploitation industrielle, ne détruisait pas le milieu mais au contraire le rajeunissait en recréant des stades pionniers et en luttant contre le boisement spontané, et l'arrêt du pacage et autres utilisations agricoles entraînent des transformations néfastes de ce milieu naturel certes, mais aussi en partie anthropique, entretenu par l'homme pendant des siècles.
Les tourbières ont parfois été victimes de comblements, ont même servi de décharges publiques pendant les décennies 1960-1980. Leur valeur écologique et patrimoniale est désormais reconnue. Des « journées de la tourbe » sont parfois organisées. La tourbière du Venec dans la commune de Brennilis a été classée réserve naturelle en 1993.

### Un milieu désormais protégé et attractif

#### Une tourbière protégée: la tourbière du Venec

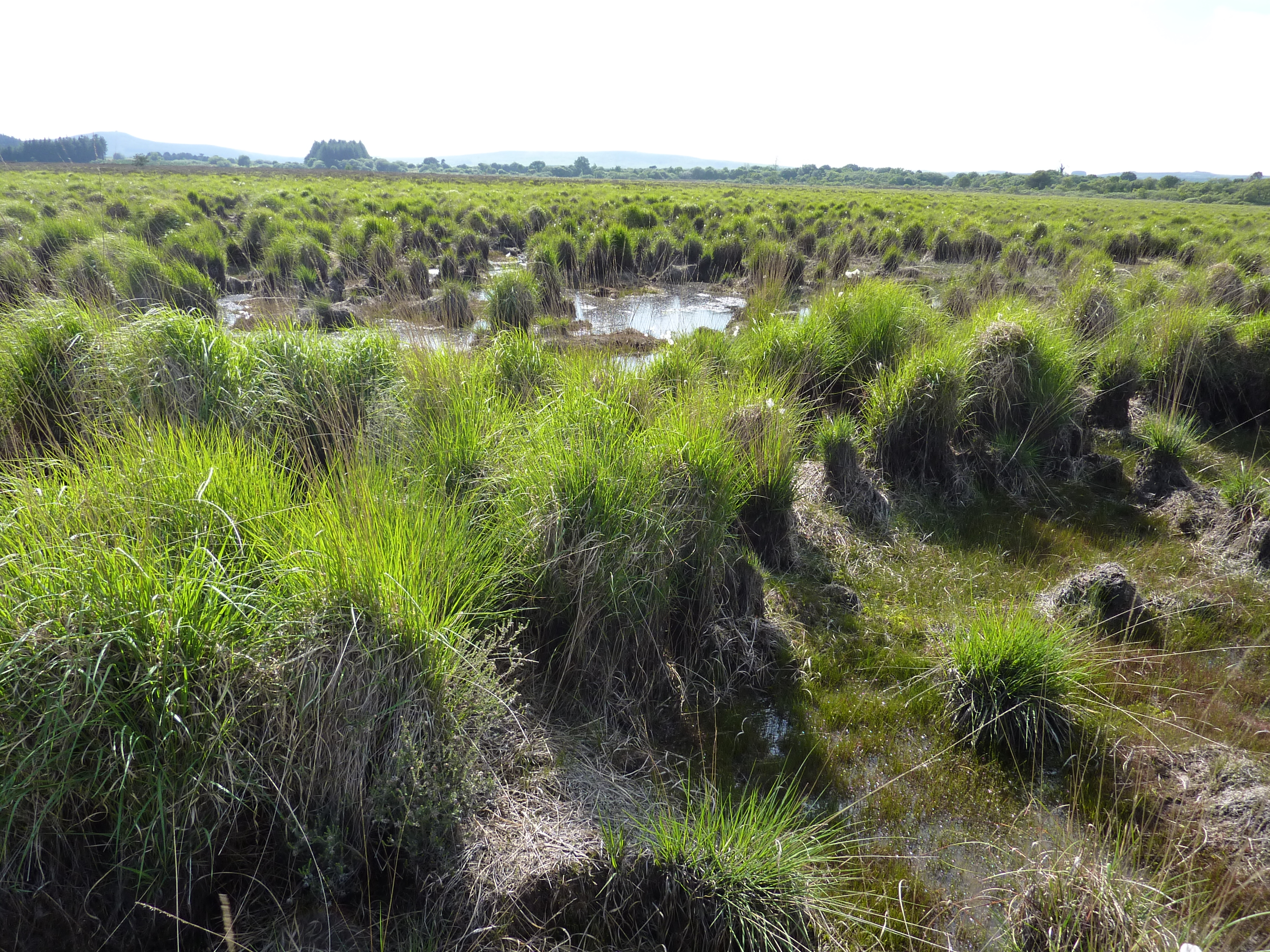
La tourbière du Vénec

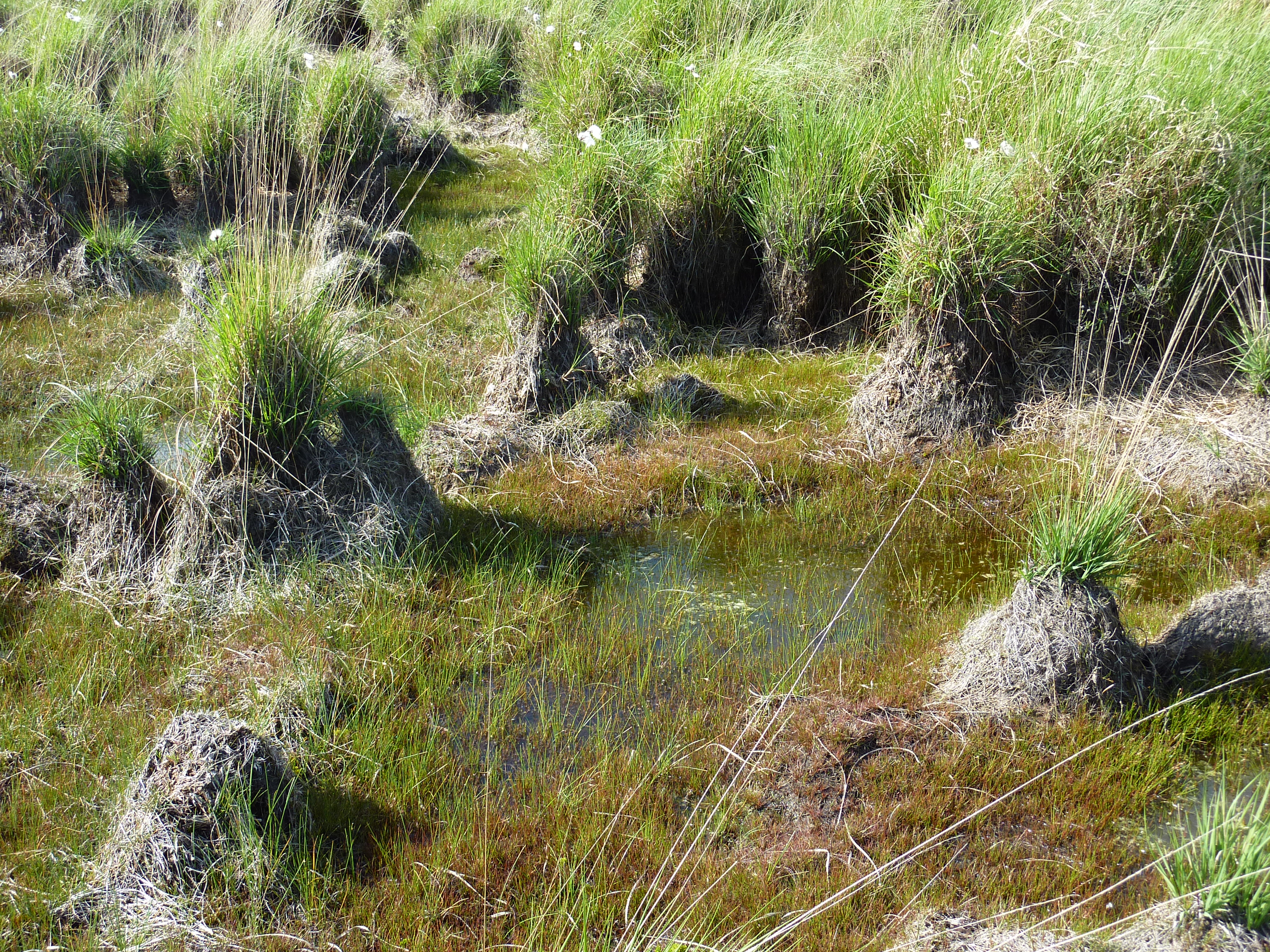
La tourbière du Vénec (détail)

Dans les années 1980, un industriel s’intéresse à la masse de tourbe du site du Venec à Brennilis. Les naturalistes de la SEPNB (Société pour l’étude et la protection de la nature en Bretagne) alertent alors les autorités compétentes qui demandent une étude scientifique du site. Celle-ci révèle la grande valeur patrimoniale de la tourbière et conduit à la création de la Réserve naturelle nationale du Venec en 1993. Sa gestion est alors confiée à Bretagne vivante - SEPNB. La tourbière bombée du Venec, unique tourbière bombée (l'épaisseur de la tourbe y atteint 4 à 5 mètres) encore active de Bretagne, est située sur la rive nord du réservoir Saint-Michel ; elle occupe une superficie de 48 hectares et est visitable en s'adressant à la "maison de la réserve naturelle" ("maison des castors"), qui dépend du Parc naturel régional d'Armorique, implantée à Brennilis.

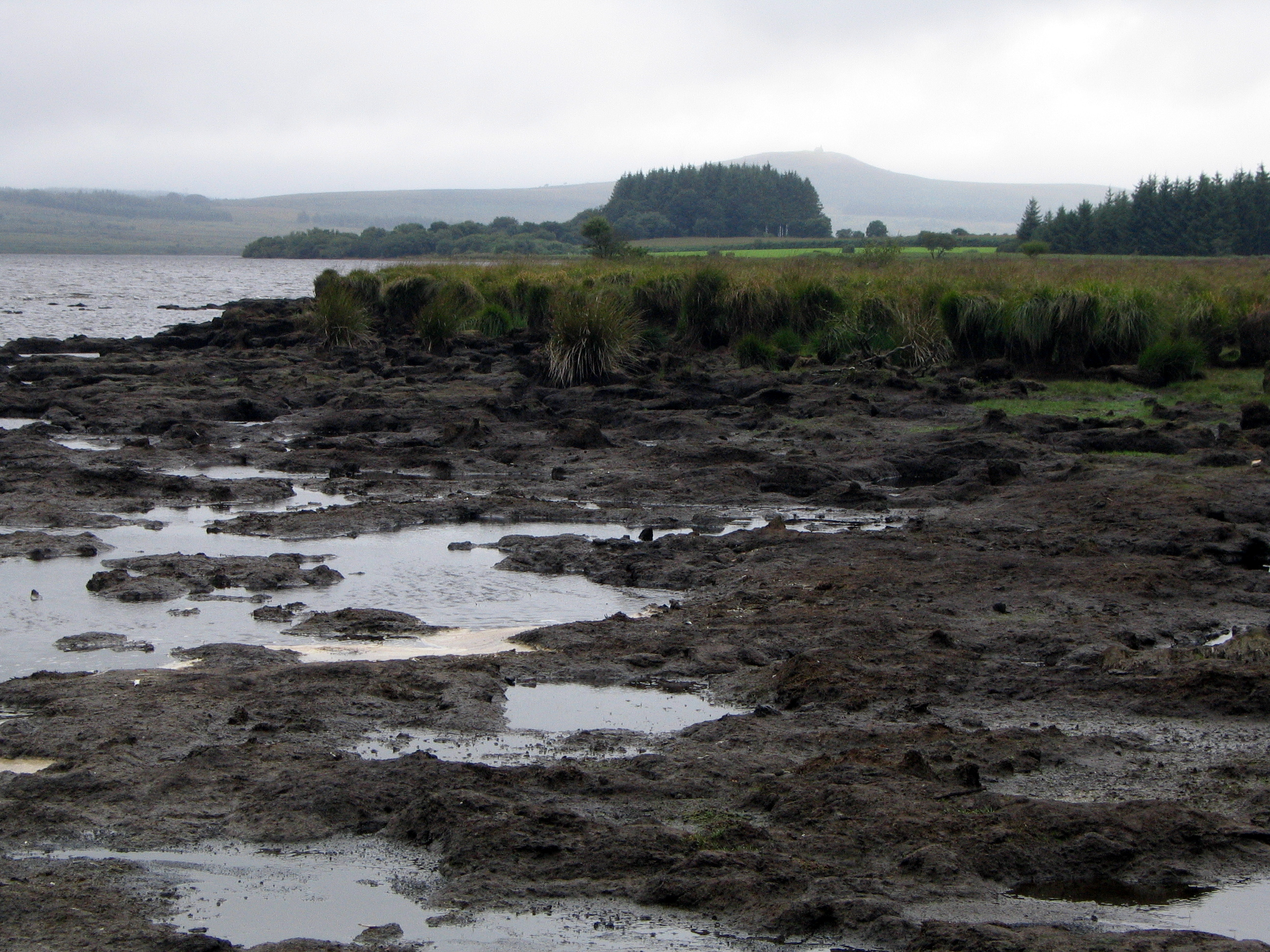
La tourbière du Venec à Brennilis (photo 1)
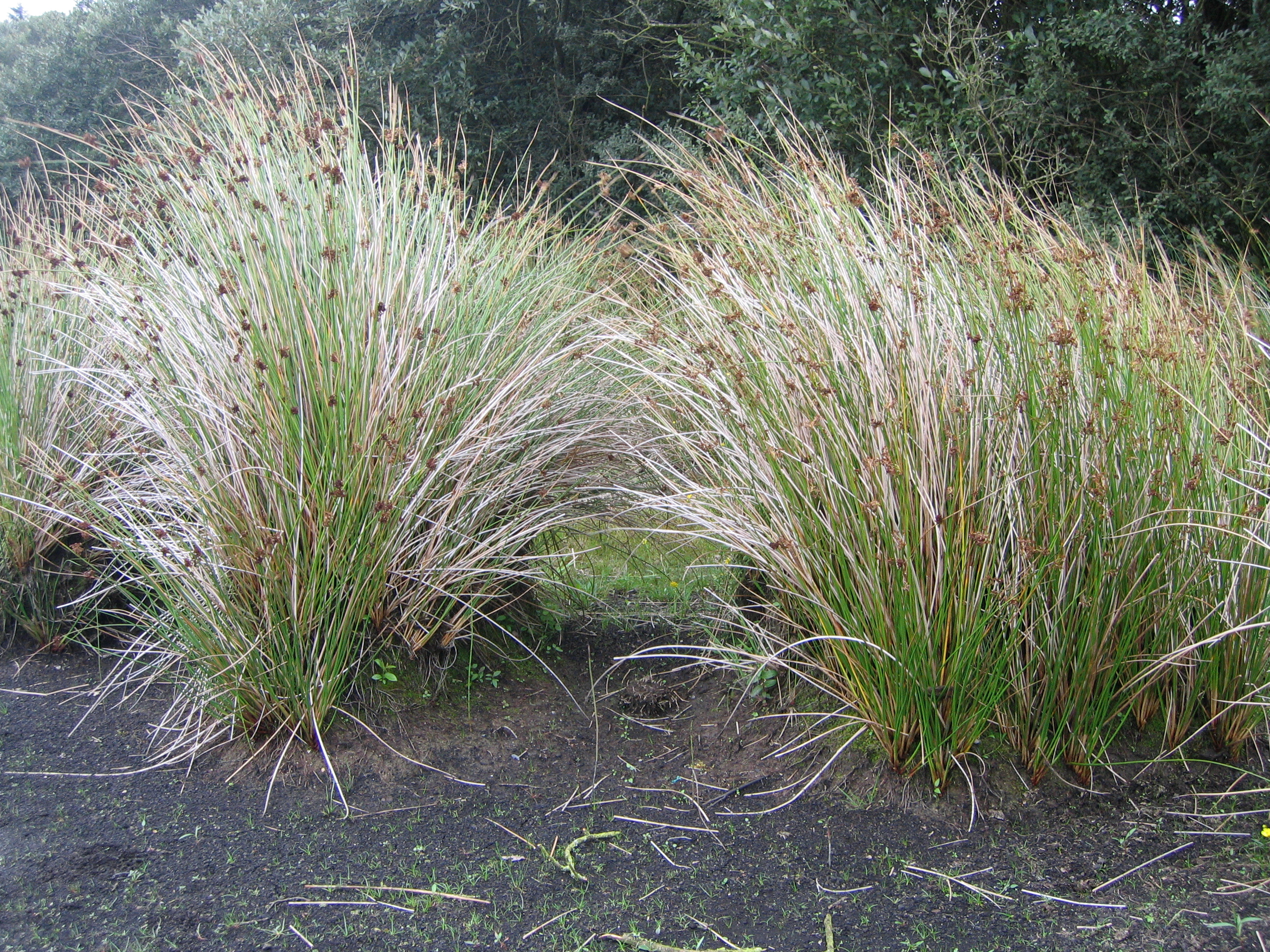
La tourbière du Venec à Brennilis (photo 2)
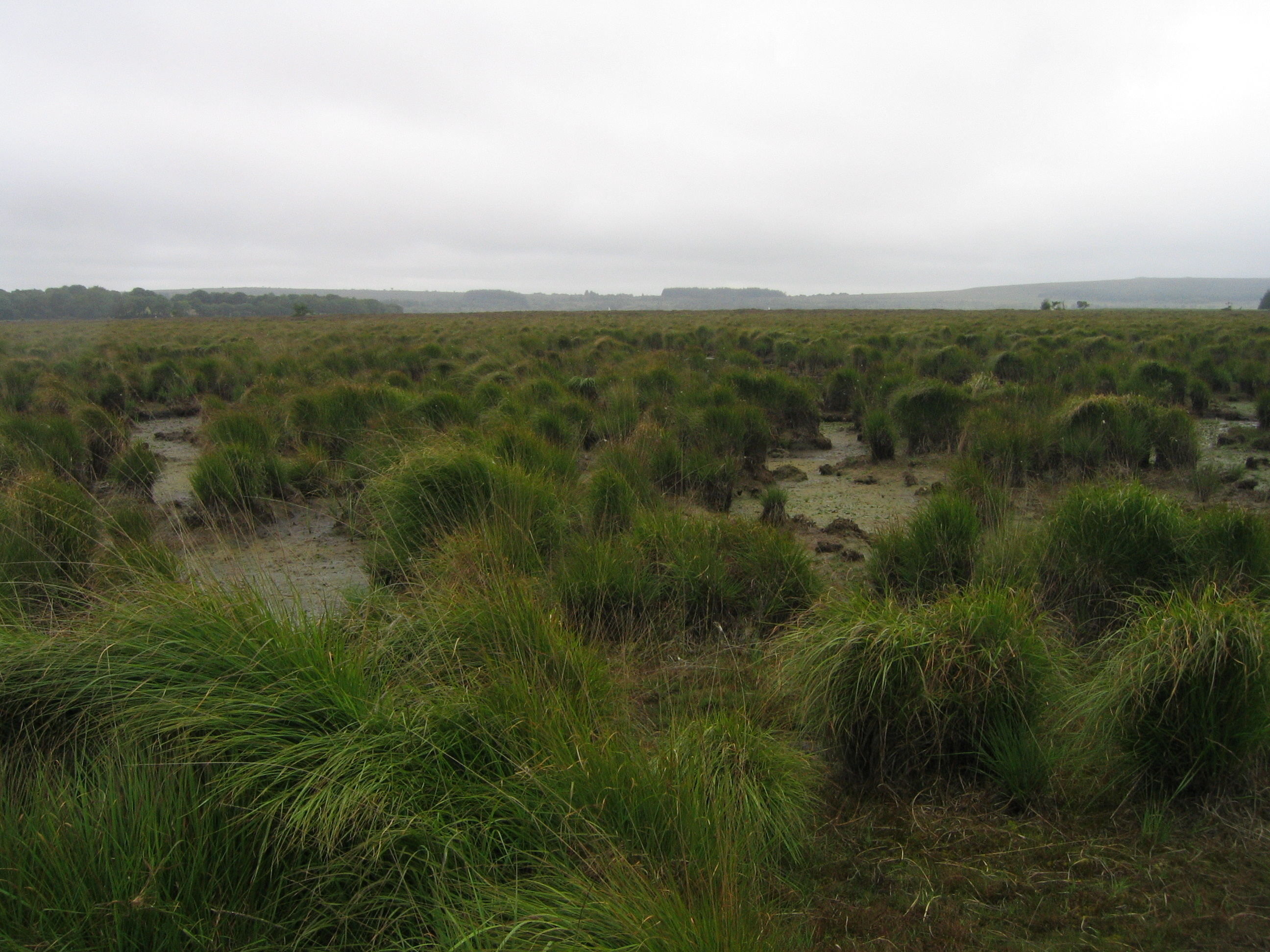
La tourbière du Venec à Brennilis (photo 3)
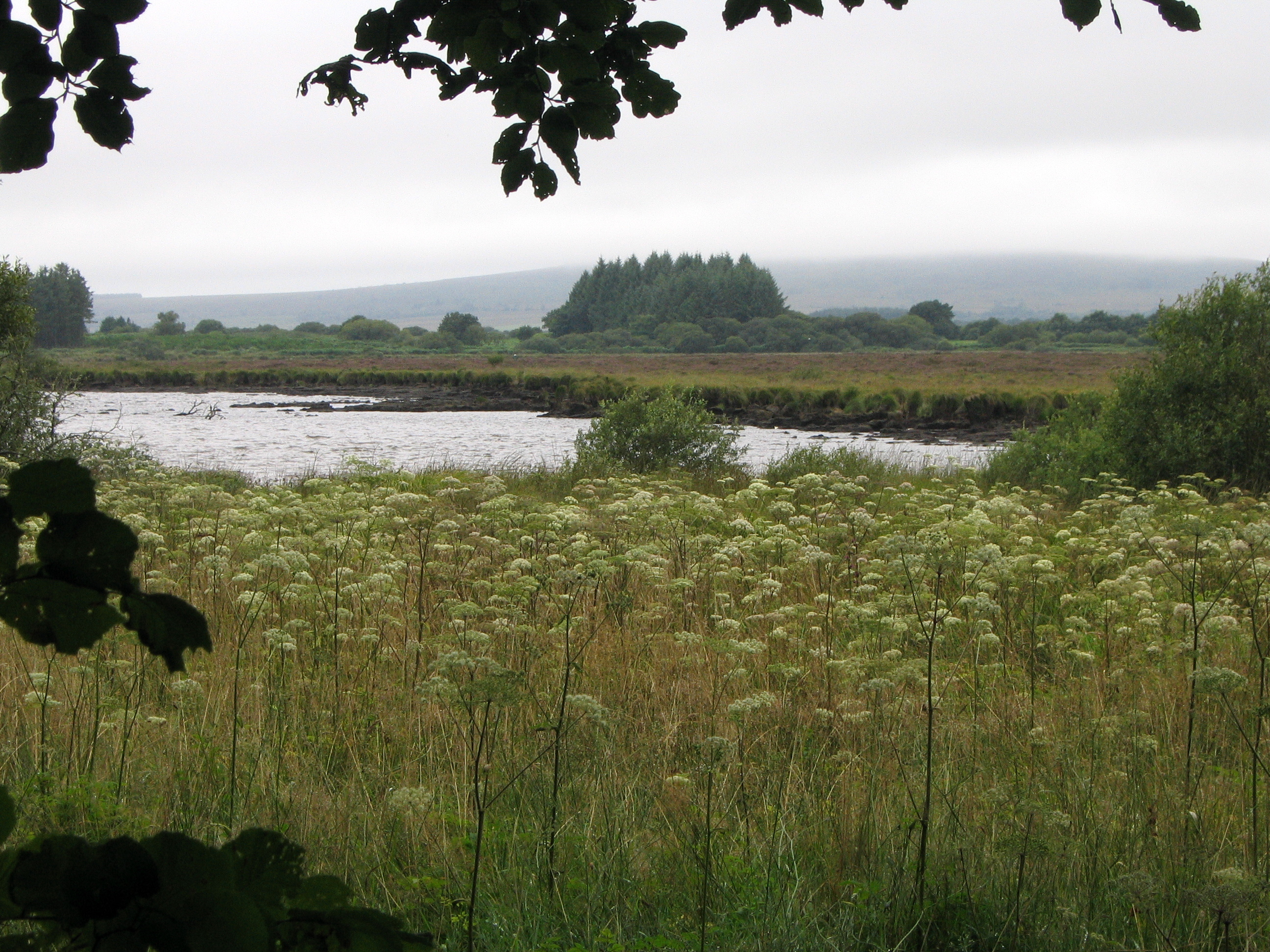
La tourbière du Venec à Brennilis (photo 4)

Trois espaces naturels structurent la réserve : en périphérie, on trouve des landes et des prairies humides, des petits bois de saules puis une tourbière basse dite de transition, souvent inondée et enfin la tourbière bombée proprement dite. Celle-ci forme une véritable lentille convexe que l’on voit nettement se détacher au-dessus de l’horizon rectiligne du lac.
Ce site abrite de nombreuses plantes protégées et rares comme la sphaigne de la Pylaie, le lycopode inondé, les deux rossolis, l'utriculaire mais aussi des animaux comme le lézard vivipare, l'argyronète (la seule araignée à pouvoir vivre sous l'eau), le damier de la succise (un papillon) ou le sympretrum noir (une libellule).

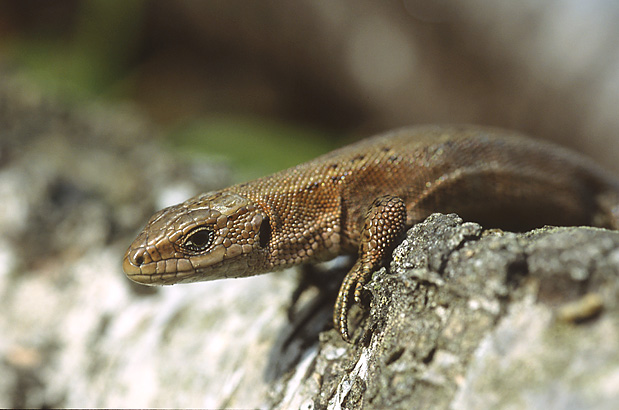
Un lézard vivipare
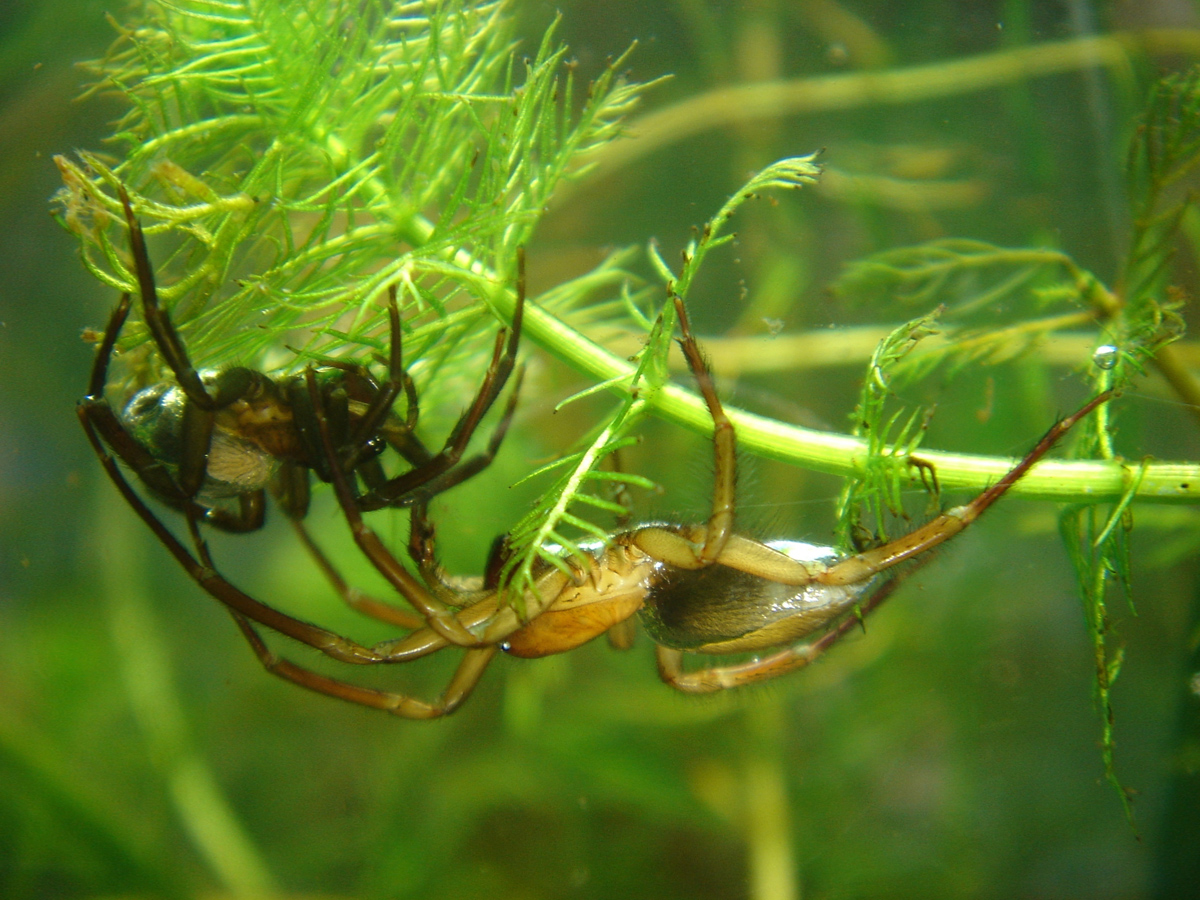
Un argyronète
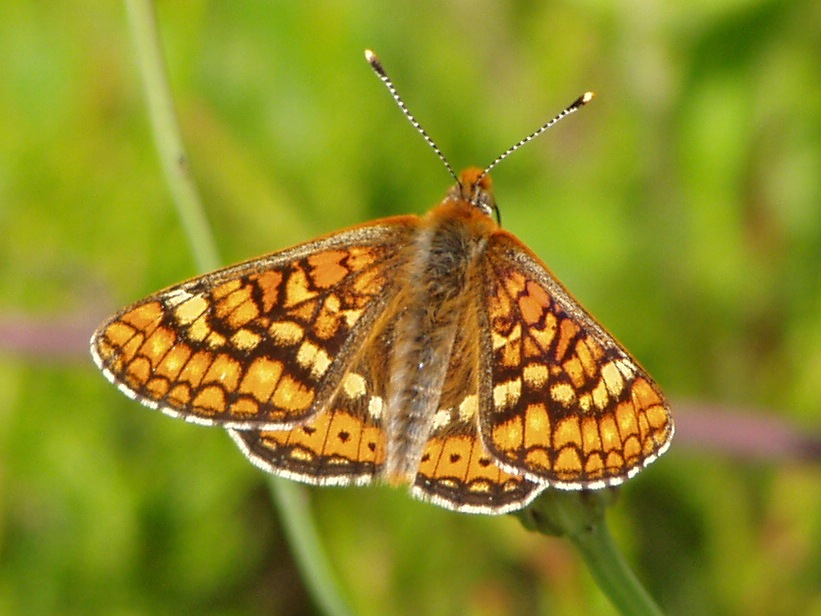
Un damier de la succise ou damier des marais
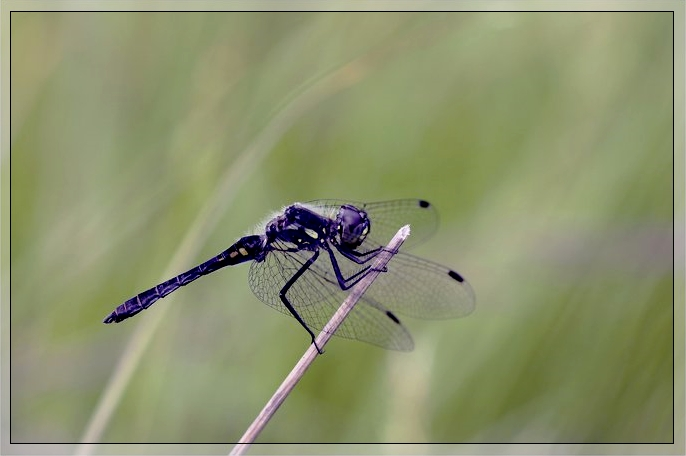
Un sympetrum noir (sympetrum danae)
Des castors d'Europe (photo prise dans un jardin zoologique)

Dix castors d'Europe furent relâchés de 1968 à 1971 dans le parc naturel régional d'Armorique, sur le cours de l'Ellez. La population s’est quelque peu développée et se maintient aujourd’hui aux alentours d’une cinquantaine d’individus.

#### Le Yeun Elez, espace naturel désormais attractif

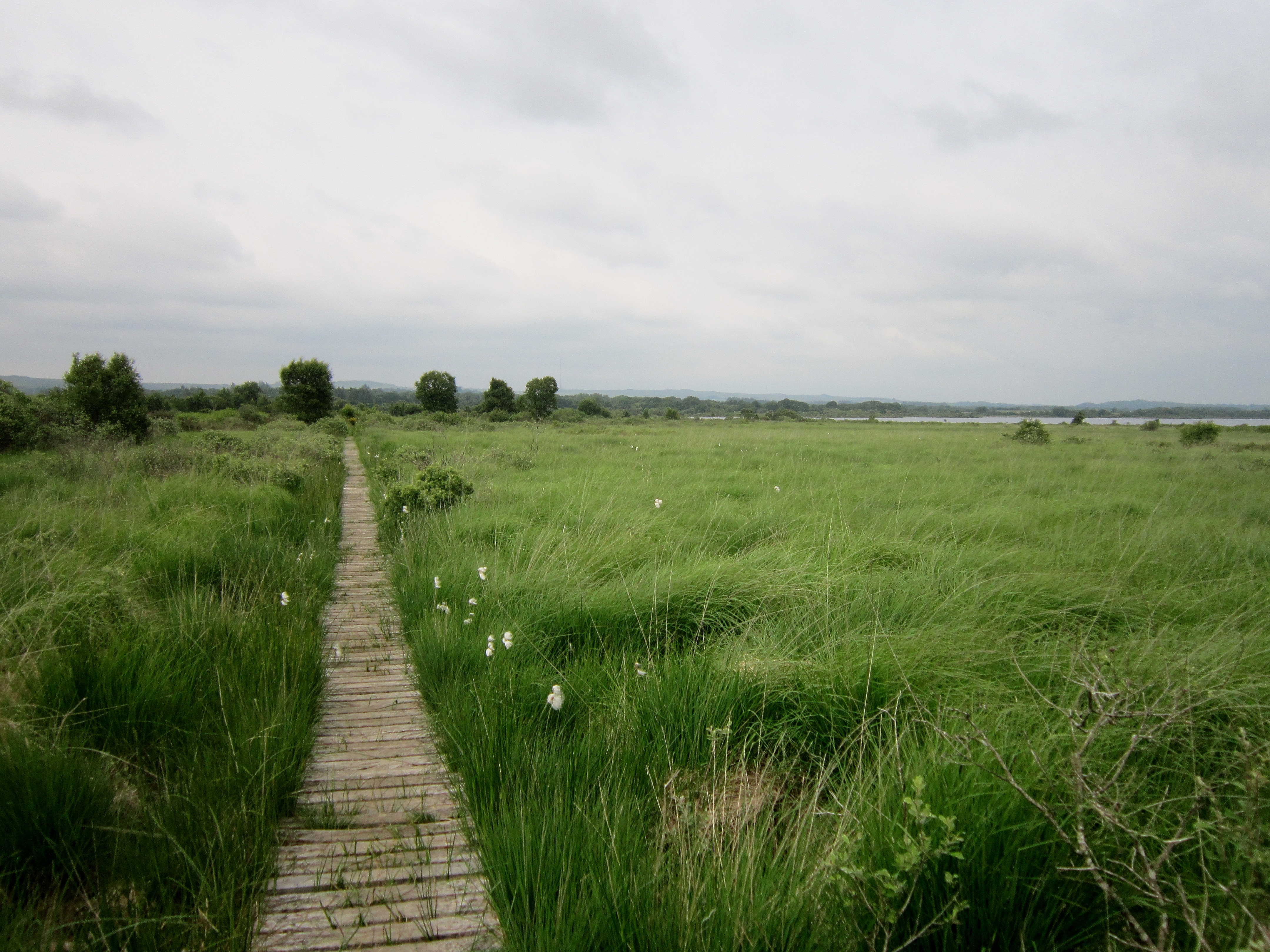
Sentier de randonnée dans le marais du Yeun Elez au pied du Mont Saint-Michel de Brasparts.

Appartenant au Parc naturel régional d'Armorique depuis 1969, le Yeun Elez accueille de nombreuses espèces animales : courlis cendré, hérons, canards, busards cendrés et busards Saint-Martin, lézards vivipares, loutres d'Europe, putois d'Europe, etc., et même depuis 1968 des castors (Maison de la réserve naturelle et des castors, à Brennilis), et végétales : linaigrette (sa fleur ressemble à celle du coton et était collectée jusqu'à la Première Guerre mondiale pour faire des pansements et des oreillers, ou encore pour protéger les jambes des chevaux dans les tranchées), narthécie des marais, malaxis des tourbières (orchidée rarissime, Orchidaceae, dite aussi orchis), droséra (plante carnivore et médicinale qui fut collectée par les enfants pour fabriquer un sirop contre la toux entre les deux guerres mondiales, à l'initiative d'un pharmacien du Huelgoat) dans un paysage de landes et de tourbières, grassette commune et utriculaire commune (toutes deux aussi plantes carnivores), polygala commun, solidage verge d'or, élodes des marais, alisma nageante, violette des marais, potentille des marais, gentiane pneumonanthe, piment royal, etc.
C'est un lieu d'arrêt pour les oiseaux migrateurs (plus de 700 « canards colverts » ont été recensés certaines années autour du lac, la chasse à la bécasse attire des chasseurs venus de loin). La pêche à la truite ainsi que celle du saumon ont longtemps été très pratiquées (le saumon était si abondant dans la région au XXe siècle que les contrats d'embauche des domestiques stipulaient que l'on ne devait pas leur servir du saumon plus de deux fois par semaine !) ; John Kemp écrit en 1859 avoir pêché un jour dans l'Ellez 31 truites pesant 22,5 livres anglaises, et un autre jour à La Feuillée 29 truites pesant 19,75 livres anglaises. Désormais c'est celle du brochet, d'introduction récente, qui est prépondérante. La chasse était aussi pratiquée, mais par le passé peu par la population locale, mais davantage par des aotrous (des « messieurs ») venus des villes voisines, voire par des aristocrates anglais comme le même John Kemp qui écrit avoir un jour tué 17 perdrix, 3 lièvres et 2 bécassines au nord des Monts d'Arrée. La fédération départementale des chasseurs du Finistère a implanté son centre de formation à proximité du Yeun Elez, à Ty Blaise en Brasparts.
L'interdiction de déverser du lisier dans le bassin-versant du lac-réservoir et le recul de l'utilisation des intrants agricoles chimiques contribuent à l'excellente qualité des eaux naturelles. Le marais semble désormais être préservé. La présence d'espèces invasives végétales, particulièrement la renouée du Japon, très envahissante, est toutefois un problème non résolu.
C'est un espace potentiellement attractif dans le cadre du tourisme vert, il fait l'objet depuis quelques années de nombreuses opérations d'aménagement et de préservation. L'association Addes, implantée dans le village de Botcador dans la commune de Botmeur, propose de nombreuses randonnées commentées et animées, sur des thèmes environnementaux ou s'inspirant des légendes locales. Le Youdig, implanté à Brennilis, en fait autant. Le patrimoine bâti des villages avoisinants le marais est un atout supplémentaire.

### Sources
- François Abgrall, Et moi aussi, j'ai eu vingt ans !, Terre de Brume, 2000. Réédition d'ouvrages parus entre 1930 et 1935.
- Christel Douard et Judith Tanguy-Schroër, Présentation de la commune de Botmeur, sur Gertrude, base du service de l’Inventaire du patrimoine de la région Bretagne.
- Marie-Corentine Guen, Des échelles sous le soleil : Skeuliou dindan an heol, Guen, 1989.
- Témoignage de Henri Laurent, ancien maire de Botmeur dans Mouez ar Menez, 1988
- Anatole Le Braz, Les saints bretons de la Montagne Noire à la Montagne d'Arez, Éditions La Découvrance, 2005. Première édition 1893.
- Maurice Le Lannou, Itinéraire de Bretagne - Guide géographique et touristique, vers 1930.
- Claude Seignolle (dir.), Nathalie Bernard et Laurence Guillaume (sélection), Contes populaires et légendes de Bretagne, Paris : Presses de la renaissance, 1987  (ISBN 2-85616-424-2)
- René Trellu, Moezh ar Ménez no 11 : Contes des Monts d'Arrée et des Montagnes noires, Commana : Association des Amis de l'Ecomusée des Monts d'Arrée-Moulins de Kerouat.
- Articles parus dans Le Courrier du Finistère des 2 mars 1935, 11 janvier 1936, 25 janvier 1936 et 18 avril 1936
- Articles divers publiés dans Le Télégramme, en particulier dans le numéro du 6 juin 1993
- Article de la revue « Bevan e menez are » no 12, mai 2009
- Documentation EDF (pour la centrale nucléaire de Brennilis)
- Poésies : YEUN ELEZ, poèmes et photos de Patrick Thuillier aux Éditions An amzer, recueil de poèmes illustrés de photos ayant pour cadre les monts d'Arrée. Publié en 2003  (ISBN 2-908083-73-6) avec le soutien du Conseil Général de Finistère.